# Lac d'Annecy
Le lac d'Annecy est un lac de France situé dans les Alpes, en Haute-Savoie, dans la région Auvergne-Rhône-Alpes. Par sa superficie, il est le deuxième lac d'origine glaciaire de France après celui du Bourget, très proche, et exception faite de la partie française du Léman.
Le lac se forme à la fin de la glaciation de Würm, c'est-à-dire durant une période située entre 17 000 av. J.-C. et 15 000 av. J.-C., correspondant à la fonte progressive des grands glaciers alpins. Il est alimenté par sept ruisseaux et torrents, nés dans les montagnes environnantes et une puissante source sous-lacustre. Le bassin est encadré au nord par l'agglomération d'Annecy, à l’est par le massif des Bornes, à l’ouest par le massif des Bauges et au sud par le pays de Faverges qui prolonge le Bout-du-Lac.
Le lac déverse son trop-plein d’eau dans le Thiou qui alimente le Fier dans le nord-ouest de la commune d'Annecy, celui-ci se jetant ensuite directement dans le Rhône. Le lac est un site touristique très attractif, connu pour ses nombreuses activités nautiques, le parapente et ses qualités environnementales permettant l'observation d'une nature très fortement anthropisée (modifiée par les hommes). Le lac d'Annecy appartient au domaine public fluvial de l’État français et la seule île qu'il comprend, l'île des Cygnes, est artificielle et se trouve en face d'Annecy. Il existe une piste cyclable dénommée la « voie verte du lac d'Annecy », située en rive ouest du lac en site propre sur une distance de 33 km et gérée par le SILA.

## Nom
Le nom de lac d'Annecy recouvre aujourd'hui l'ensemble de l'étendue d'eau. Au cours de la période médiévale, cependant, les deux parties du lac possédaient des noms différents. Le Grand lac, au nord, portait le nom de lac d'Annecy, et le Petit lac, au sud, lac de Duin / Duyn /Duingt (lacus de Duygno),. Le premier relevait de la châtellenie d'Annecy, le second à celle de Duingt.
On trouve la forme « Lac de Nicy » au XVIIIe siècle. Ainsi Antoine-Augustin Bruzen de La Martinière dans son Le Grand Dictionnaire Géographique et Critique (1726) mentionne « AMEY, Ville de Savoye : elle est située en une plaine au bord du Lac de Nicy ». L'historien relève que sur les cartes étudiées le graveur avait fait d'Annecy, Âmey.

## Géographie

### Situation

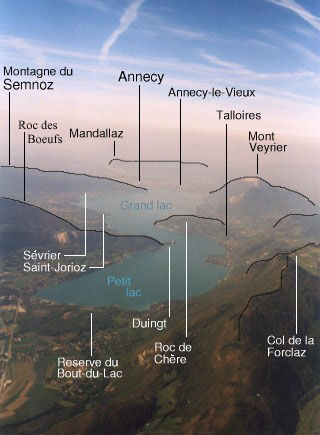
Les villes et villages autour du lac.

Le lac d'Annecy se trouve dans l'Est de la France, dans le département de la Haute-Savoie, en région Auvergne-Rhône-Alpes, à vol d'oiseau à environ 30 kilomètres au nord-est de Chambéry, à environ 25 kilomètres au nord-est d'Aix-les-Bains et du lac du Bourget, à environ 30 kilomètres au sud de Genève et du Léman, à environ 50 kilomètres à l'ouest de Chamonix-Mont-Blanc, à environ 20 kilomètres au nord-est d'Albertville et à environ 100 kilomètres à l'est de Lyon. Sur une quinzaine de kilomètres de longueur, il s'avance en forme de « S » dans les montagnes, constituant deux parties, le Grand lac et le Petit lac, séparés par un resserrement en son centre.
Le bassin lacustre est bordé :
- au nord-ouest, par l'agglomération de la ville d'Annecy qui a donné son nom au lac et qui s'étend dans une petite plaine de piémont ;
- au nord-est, par le massif des Bornes, dont le sommet de la Tournette, 2 350 m, la montagne la plus élevée qui soit visible depuis l'ensemble du plan d'eau, mais aussi la tête du Parmelan, le mont Veyrier, le roc de Chère, les dents de Lanfon, le Lanfonnet ;
- au sud-ouest, par le massif des Bauges avec notamment le Semnoz, le roc des Bœufs et le Taillefer ;
- au sud-est, par la trouée d'Annecy-Faverges-Ugine et la vallée de l'Eau Morte.

Les rivages du lac sont fortement urbanisés à l'exception du roc de Chère en rive droite, du marais de l'Enfer en rive gauche et le secteur de Balmette et le Bout du Lac à son extrémité méridionale. Les localités bordées par le lac sont, en partant du nord et dans le sens horaire :
- au nord, la commune nouvelle d'Annecy qui regroupe entre autres Annecy et Annecy-le-Vieux ;
- à l'est en rive droite, les communes de Veyrier-du-Lac et de Menthon-Saint-Bernard et les villages et hameaux de Talloires, Angon et Balmettes sur la commune de Talloires-Montmin ;
- au sud, les hameaux de Glière et de Bout du Lac sur la commune de Doussard ;
- à l'ouest en rive gauche, les hameaux de la Ravoire et de Brédannaz sur la commune de Doussard, la commune de Duingt, le quartier de la Vieille Église sur la commune de Saint-Jorioz, la commune de Sevrier et les quartiers de la Puya et des Marquisats sur la commune d'Annecy.

Les territoires communaux de Sevrier, Saint-Jorioz, Duingt, Lathuile et Doussard — soit la rive gauche et l'extrémité méridionale du lac — font partie du parc naturel régional du Massif des Bauges.

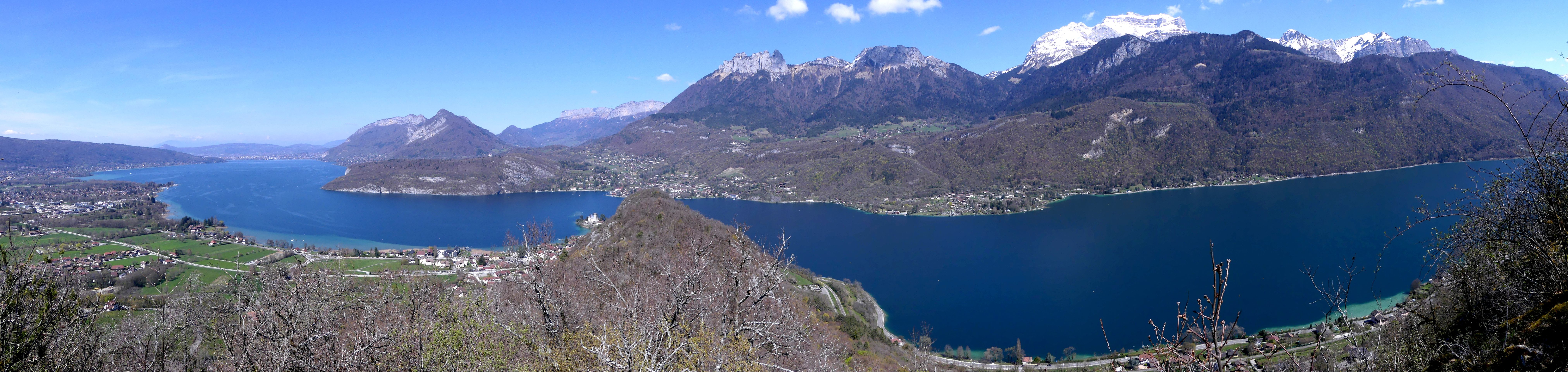
Vue panoramique du lac d'Annecy et du massif des Bornes depuis le Taillefer (Bauges).

### Géologie
Le lac se loge dans un ombilic glaciaire à l'extrémité septentrionale de la trouée d'Annecy, entre le Sillon alpin au sud-est et le Genevois au nord-ouest, dans le nord des Préalpes françaises essentiellement calcaires,.
Lors des différentes glaciations du Pléistocène, des diffluences des anciens glaciers de l'Arve et de l'Isère en provenance du val d'Arly et de la combe de Savoie au sud-est se fraient un passage entre les massifs des Bauges, des Aravis et des Bornes,. Ils progressent dans une dépression topographique formée par plusieurs facteurs : une faiblesse tectonique liée au décrochement de la faille du Vuache pour le Grand lac au nord et une combe pour le Petit lac au sud — dépression structurale liée au plissement des massifs des Bauges et des Bornes. Gênées dans leur progression par le glacier du Rhône qui occupe le plateau suisse, le site du Léman, le Genevois et l'Albanais, les glaces surcreusent le site du lac d'Annecy,. À la fonte des glaces à la fin du Pléistocène et au début de l'Holocène, la cuvette de 80 mètres de profondeur se remplit d'eau et s'étend alors de la montagne de la Mandallaz au nord-ouest jusqu'au site de Marlens au sud-est, soit un lac de 35 kilomètres de longueur contre 15 kilomètres actuellement,.
L'apport de sédiments par les cours d'eau réduisent sa profondeur moyenne à 40 mètres, divisent sa superficie de moitié et comblent ses deux extrémités : au nord-ouest par le Fier et la Fillière, créant la plaine des Fins et d'Épagny, au sud-est par la Chaise, l'Eau Morte et l'Ire, créant la plaine de Faverges et du Bout du Lac,. Par ailleurs, le Laudon, le Nant de Grenant et le Nant de Craz créent leurs propres deltas, respectivement à Saint-Jorioz en rive gauche et à Angon et Talloires en rive droite. Ce phénomène d'apports de sédiments se poursuivant, le lac d'Annecy est voué à être totalement comblé d'ici quelques dizaines de milliers d'années.

### Hydrologie
Voici, ci-dessous quelques chiffres permettant de mieux connaître les différentes dimensions et d'autres informations sur le lac d'Annecy,.
| Dimensions                               | Mesures |
| ---------------------------------------- | --- |
| Superficie                               | entre 2 650 hectares et 2 759 hectares (selon les sources)                                                                                      |
| Bassin versant                           | 251 km2 |
| Volume                                   | entre 1 123 millions à 1 234 millions de mètres cubes (selon les sources)                                                                       |
| Longueur dans l'axe médian               | 14,6 kilomètres. |
| Largeur                                  | de 800 mètres entre Duingt et le Roc de Chère à 3 350 mètres entre Veyrier et Sévrier                                                           |
| Périmètre                                | 35 kilomètres |
| Altitude                                 | 446,80 m en moyenne au Bout-du-Lac et 446,40 mètres en moyenne à Annecy (pente 0,0027 %).                                                       |
| Profondeur moyenne                       | 41,5 mètres |
| Profondeur maximale du grand lac         | 64,7 mètres |
| Profondeur maximale du petit lac         | 55,2 mètres |
| Profondeur maximale (Gouffre du Boubioz) | 81 m à la Puya, dans le Nord-Ouest du lac, où existe un entonnoir en forme d’ellipse sur des fonds de 20–25 m (source sous-lacustre du Boubioz) |
| Évaporation                              | 15 millions de mètres cubes en année normale.                                                                                                   |
| Captage d'eau brute                      | 10 millions de mètres cubes sont annuellement captés via les stations de la Tour et de la Puya.                                                 |

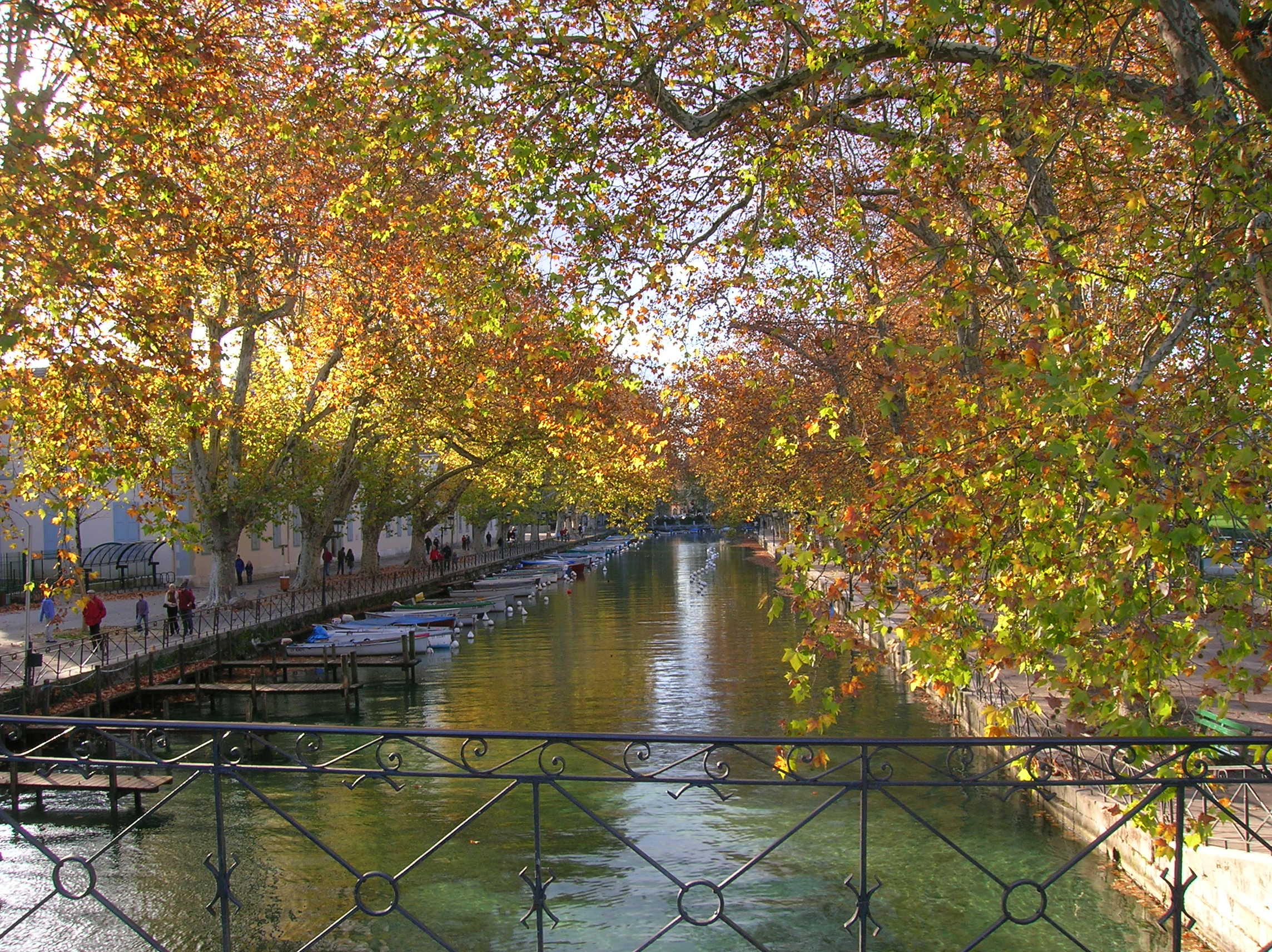
Canal du Vassé à la sortie du lac d'Annecy (depuis le pont des amours).

Son niveau est déterminé par le débit de son émissaire le Thiou. Il est régulé depuis 1876 en vertu d'un règlement fixant le fonctionnement des vannes sur les trois canaux du Thiou, de Saint François et du Vassé qui forment ensuite la rivière du Thiou. De 1877 à 2019 le niveau réglementaire a été fixé à l'altitude 446,9 m (IGN69 ),, correspondant à la cote 0,80 m de l'échelle hydrométrique du pont de la Halle. Depuis 2019, celui-ci a été modifié pour introduire un marnage volontaire de 0,30 m en fonction des saisons.
Selon le site du DIREN, le temps de renouvellement des eaux est en moyenne de 3,8 années et la température moyenne de  6 °C en janvier et 22 °C en juillet.
L'alimentation du lac s'effectue grâce à l'apport de plusieurs ruisseaux ou torrents :
- l'Ire ;
- l'Eau Morte ;
- le Laudon ;
- la Bornette ;
- le Biolon.

Mais aussi par une puissante source sous-lacustre :
- le Boubioz, qui jaillit à 82 mètres de profondeur.

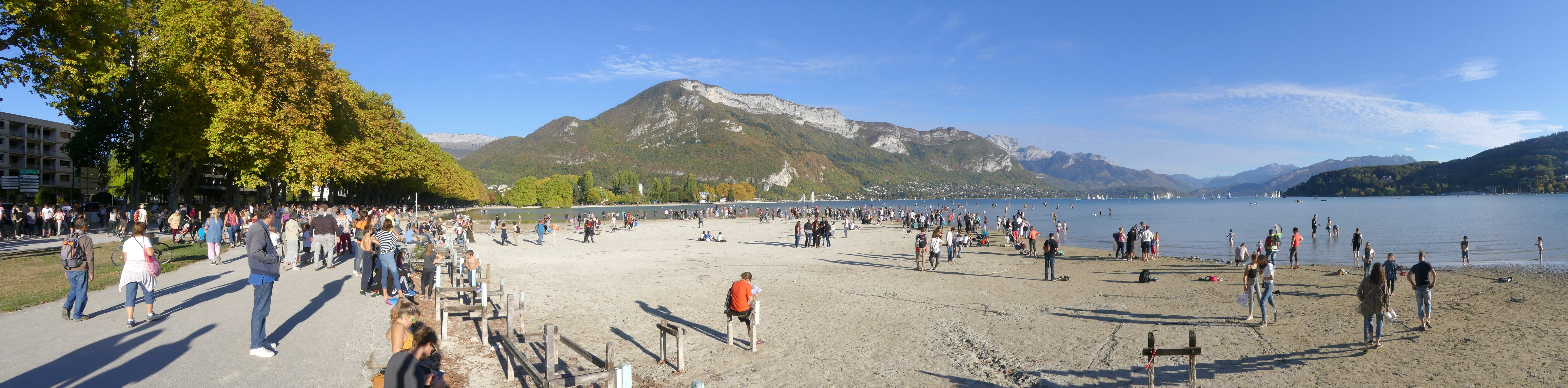
Le lac d'Annecy durant la sécheresse de l’automne 2018 : avec une cote à 13 cm, une plage nouvelle est apparue à Annecy.

L'épanchement du lac dans le Thiou, par le canal du Vassé, est estimé à 260 millions de mètres cubes, en année normale ; 8 m3/s d’eau en période normale, mais 4 m3/s en étiage et 40 m3/s en période de crue.
Concernant les baisses de niveau, des périodes de sécheresse particulièrement longues ont pu entraîner plusieurs baisses du niveau des eaux durant certaines années : en 1817 (chaleur soutenue sans pluie du 12 juin au 22 septembre), 1906 (le lac recule de 150 mètres), 1947 et 2003, le niveau du lac baisse alors de 35 cm par rapport au niveau d’un été normal. Ces baisses de niveau permettent de découvrir les plages du bord mais cela a également certaines conséquences sur l'économie, la faune et la flore locale. Les différentes embarcations sont ainsi mises à quai.
Le niveau du lac peut aussi monter. En novembre 1944, la préfecture était sur une île et l’eau s'était étendue jusqu’au souterrain des Fins. En janvier 2018, le niveau culmine à 112 centimètres. Il était encore à 90 cm mi-juin, avant qu'une longue période sèche ne le fasse chuter à 8 cm le 24 octobre, soit son niveau le plus bas enregistré depuis les 11 cm de 1947,.
Le marnage régulé introduit en 2019 a pour objectif de permettre la reconstitution des roselières, le maintien des activités nautiques en été et le stockage d'eau en fin d'hiver dans une optique de réchauffement climatique,.

### Climat
Le climat sur l'ensemble du bassin lacustre, que cela soit à Annecy, à Saint-Jorioz (rive occidentale), comme à Talloires (rive orientale) est relativement doux, notamment grâce à l'étendue d'eau dont l'inertie thermique permet de réguler la température de l'air.
Ainsi, pour le site d'Annecy, la température moyenne pour 2008 a été de 11,6 °C, la température minimale moyenne de 6,6 °C (min. : −1 °C en janvier) et maximale moyenne de 16,2 °C (max. : 27 °C en juillet et août).
La station de référence de Météo France, la plus proche du lac, se situe dans l'agglomération d'Annecy, sur le territoire de l'ancienne commune de Meythet, à 458 mètres d'altitude (soit environ dix mètres au-dessus de la surface du plan d'eau).

La station est distante d'environ 5 kilomètres de la pointe nord du lac.
| Mois                                         | J    | F    | M    | A     | M     | Jn   | Jt    | A     | S     | O     | N     | D     | Année    |
| -------------------------------------------- | ---- | ---- | ---- | ----- | ----- | ---- | ----- | ----- | ----- | ----- | ----- | ----- | -------- |
| Températures maximales (en °C)               | 5,4  | 7,6  | 12,0 | 15,6  | 20,5  | 24,0 | 26,1  | 25,7  | 20,7  | 16,0  | 9,5   | 5,6   | 15,9 °C  |
| Températures minimales (en °C)               | -1,6 | -1,0 | 1,6  | 4,7   | 9,5   | 12,5 | 14,3  | 14,1  | 10,4  | 7,2   | 2,3   | -0,7  | 6,2 °C   |
| Précipitations (hauteur moyenne en mm)       | 91,2 | 82,2 | 94,6 | 102,8 | 105,1 | 90,0 | 100,8 | 114,8 | 123,3 | 118,0 | 116,8 | 109,9 | 1 253 mm |
| Nombre de jours avec précipitations (> 1 mm) | 11,1 | 9,4  | 10,2 | 10,3  | 11,6  | 9,1  | 9,6   | 10,2  | 9,1   | 11,4  | 11,7  | 10,9  | 125 jrs  |
| Nombre d'heures d'ensoleillement             | 93   | 117  | 172  | 196   | 224   | 262  | 277   | 242   | 192   | 138   | 83    | 70    | 2 046 h  |
| Source : Météo France                        |      |      |      |       |       |      |       |       |       |       |       |       |          |

| Mois                                   | J     | F     | M     | A    | M    | J    | J    | A    | S    | O    | N     | D     |
| -------------------------------------- | ----- | ----- | ----- | ---- | ---- | ---- | ---- | ---- | ---- | ---- | ----- | ----- |
| Températures maximales records (en °C) | 16,4  | 19,3  | 23,5  | 27,4 | 32,6 | 35,1 | 37,2 | 38,5 | 30,0 | 26,5 | 22,1  | 19,9  |
| Années des températures maximales      | 2003  | 2017  | 1972  | 2012 | 2009 | 2003 | 2015 | 2003 | 2005 | 1977 | 2015  | 2000  |
| Températures minimales records (en °C) | -23,0 | -15,5 | -15,0 | -6,0 | -2,0 | 1,0  | 3,0  | 1,5  | -2,5 | -5,0 | -11,5 | -16,0 |
| Années des températures minimales      | 1971  | 1978  | 1971  | 1975 | 1979 | 1975 | 1977 | 1978 | 1972 | 1973 | 1973  | 1973  |
| Source : Météo France                  |       |       |       |      |      |      |      |      |      |      |       |       |

## Environnement

### Histoire du traitement des eaux et du sauvetage du lac
Jadis, le lac d'Annecy était le déversoir naturel de toutes les eaux usées des communes environnantes et il était menacé d’eutrophisation par les algues trop présentes, mais dès les années 1950, une vaste prise de conscience a permis la mise en œuvre de mesures qui l’ont sauvé. Certains, à l’époque, présentaient cette mort lente du lac comme une des conséquences irrémédiables du développement industriel et du progrès économique, chose qu’il fallait accepter.
Alertées par le docteur Paul Servettaz, huit communes décidèrent de s’engager en pionnières dans la sauvegarde de leur lac. Elles créèrent en 1957 le SILA (Syndicat intercommunal du lac d’Annecy), qui s’est transformé, le 1er janvier 2001, en Syndicat mixte du lac d’Annecy (toujours SILA) et réunit actuellement 10 groupements intercommunaux, représentant 113 communes, soit une population de 250 000 habitants.
En 1957, un premier réseau complet d’assainissement est construit, avec un collecteur situé sous la route qui borde le lac. Les effluents récupérés des communes et villages transitent par des stations de pompage et de relevage et sont dirigés vers une station d’épuration. En 1994, une nouvelle usine de dépollution est construite. À ce jour, le lac reçoit uniquement les eaux de pluie de ruissellements et celles des sources et des ruisseaux qui l’alimentent.
Les taux de nitrates et phosphates (qui indiquent le degré d'eutrophisation) ont continuellement diminué jusqu'à devenir quasiment insignifiants. Parmi les lacs dont le bassin versant est habité, le lac d'Annecy est désormais considéré comme le plus propre d'Europe sur cet aspect. Mais d'autres problèmes ont été révélés.

### Le lac aujourd'hui

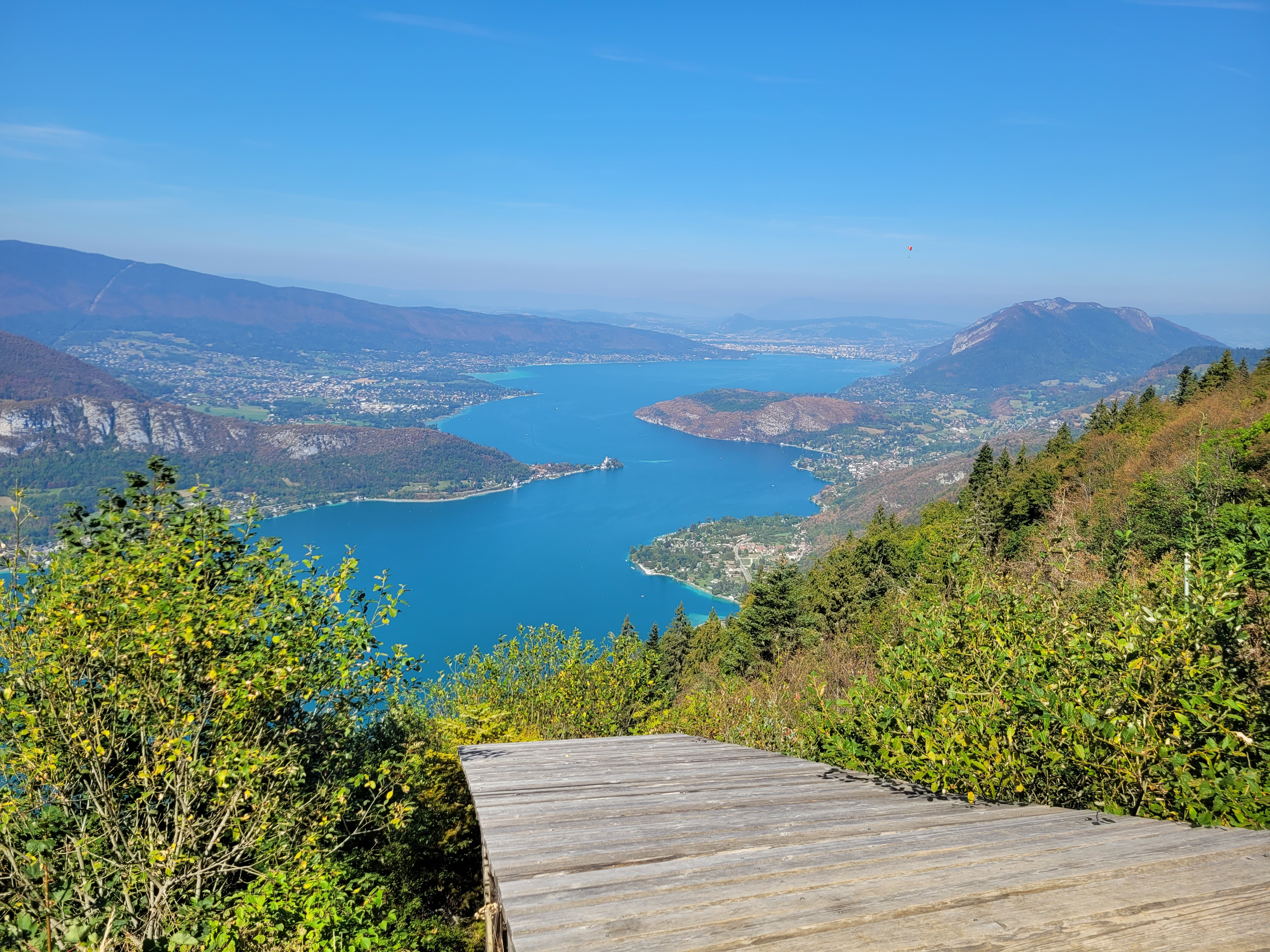
Lac d’Annecy vu depuis le col de la Forclaz (Haute-Savoie).

L'eau du robinet distribuée à Annecy provient directement du lac. Le taux de nitrates est inférieur à 1 milligramme par litre, soit bien inférieur au taux autorisé des eaux de source en bouteille (5 mg/l), et le taux des pesticides est également bien inférieur au 0,1 µg/l maximum autorisé pour des eaux de source en bouteille,
Cette pureté de l'eau est le fruit de plus de cinquante ans d'investissements pour détourner les eaux usées du bassin versant : des collecteurs situés sous les routes autour du lac récupèrent les eaux usées de toutes les communes, villages du bord du lac et hameaux du bassin versant, pour les envoyer et les traiter dans une station d'épuration située dans la banlieue d'Annecy, donc en aval du lac. Il n'en a pas toujours été ainsi, auparavant les eaux usées se déversaient directement dans le lac sans épuration. Dans les années 1950 le lac était menacé d'eutrophisation et par des envahissements périodiques d'algues,. Durant les dernières décennies, ces problèmes se sont progressivement atténués jusqu'à quasiment disparaître. La transparence de l'eau est passée de 3 mètres en 1957 à 14 mètres en 2007.
Paradoxalement aujourd'hui, c'est la pureté très poussée de l'eau, corrélée à sa pauvreté en éléments nutritifs (nitrates, phosphates) pour les végétaux et le phytoplancton, qui pourrait poser de nouveaux problèmes écologiques ou du moins parfois perçus comme tels. La chute de la productivité du zooplancton a fait baisser la quantité de poissons dans le lac. Si les espèces de poissons exigeantes en termes de qualité de l'eau, notamment les salmonidés comme l'omble chevalier, ont pu repeupler le lac dès le début des mesures de protection de l'eau, ces poissons sont aujourd'hui moins nombreux et plus petits du fait de la quantité toujours plus faible de nourriture disponible. La grande transparence de l'eau fait aussi pénétrer plus profondément les rayons du soleil dans l'eau, ce qui, par un phénomène complexe, diminue l'oxygène dissous dans le lac, et pourrait encore appauvrir sa faune. Faute des phosphates dont ils ont besoin, les roselières et les herbiers de plantes aquatiques ont vu leurs surfaces se réduire fortement. Les canards et les cygnes ont désormais plus de mal à trouver leur nourriture et leurs effectifs ont donc diminué. Cependant cette situation est considérée comme naturelle et normale pour un lac péri-alpin oligotrophe et non pollué par l'homme, et donc non problématique en soi, c'est un milieu et un équilibre écologique très différent de celui des lacs mésotrophes ou eutrophes de plaine. Le lac d'Annecy n'est alimenté que par des petits torrents de montagne et des sources souterraines, qui apportent très peu de sédiments et d'éléments nutritifs. La biomasse globale y est donc naturellement assez faible. Ces conditions favorisent des espèces adaptées, qui se font rares ailleurs de nos jours à cause de la pollution trophique généralisée.
Désormais l'objectif du syndicat mixte est d'étudier comment traiter les HAP (hydrocarbure aromatique polycyclique) provenant des eaux de ruissellement des chaussées, non captées par des bouches d'égouts, contenant des résidus d'huiles en cas de pluies. Les autres objectifs sont l'amélioration de la gestion des eaux pluviales, la restauration des roselières, la motorisation électrique des bateaux circulant sur le lac et le développement du mouillage écologique.
Les sédiments du lac n'échappent pas à la problématique des PCB (polychlorobiphényles), mais le taux de PCB y est cependant faible comparé au lac du Bourget voisin (2 ng·cm-3·an-1 pour le lac d'Annecy, 5 pour le Léman et 250 pour le lac du Bourget). Étant donné qu'aucune source de pollution locale aux PCB n'a été identifiée dans le bassin versant du lac, l’existence de ce faible taux de PCB dans le lac serait essentiellement due à des retombées atmosphériques, par l'eau de pluie, notamment par l'eau issue de l'évaporation du lac du Bourget qui est la principale source de diffusion des PCB dans la région, ce qui permet de mettre en évidence un phénomène de diffusion atmosphérique des PCB dans le passé, par « effet de halo », jusqu'à 40 km en périphérie du lac du Bourget.
Cependant le 2 avril 2008, les préfets de Savoie et de Haute-Savoie ont dû interdire la pêche (pour consommation et commercialisation) de l'omble chevalier (Salvelinus alpinus) dans le Léman, ainsi que dans le Lac du Bourget et dans le Lac d'Annecy, en raison de taux très élevés de polychlorobiphényles (PCB) et dioxines. Il a été montré que les taux étaient « supérieurs aux normes réglementaires » pour deux échantillons de ces poissons « les rendant impropres à la consommation humaine et animale », « jusqu’à ce qu’il soit établi par des analyses officielles que ces mesures ne s’avèrent pas utiles à la maîtrise du risque pour la santé publique » en attendant qu'une enquête de l’Agence française de sécurité sanitaire de aliments (Afssa) précise l'ampleur du problème (La pêche sans consommation du poisson est restée autorisée, ainsi que la baignade et les sports nautiques, car les PCB sont très peu solubles dans l’eau). Les analyses suivantes ont permis d'autoriser à nouveau, depuis le 23 juin 2008, la consommation d'ombles chevalier dans la mesure où sa taille est inférieure à 40 cm, car les taux de PCB restent inférieurs aux normes sanitaires en dessous de ces dimensions (les poissons plus petits et plus jeunes, moins haut dans la pyramide alimentaire, ont moins bio-accumulé les PCB).

### Le Syndicat mixte du lac d'Annecy (SILA)
Les compétences du SILA (Syndicat mixte du lac d’Annecy) sont la collecte et le traitement des eaux usées et le traitement des déchets ménagers. Il s’occupe en plus des aménagements liés au lac, notamment la piste cyclable le long du lac, qui est sur la partie ouest : dans Annecy et de Sevrier à Faverges, qui était autrefois la plateforme d'une voie ferrée unique Annecy/Albertville. La piste va maintenant jusqu'à Marlens. Une ancienne maison de garde-barrière existe toujours à l'intersection de la route menant à Doussard RD 181/RN 508.
Le SILA a organisé de 2006 à 2016, chaque 3e dimanche d'octobre, le « Lac en partage » en collaboration avec la Compagnie des bateaux du lac d'Annecy.

### Faune

#### Avifaune

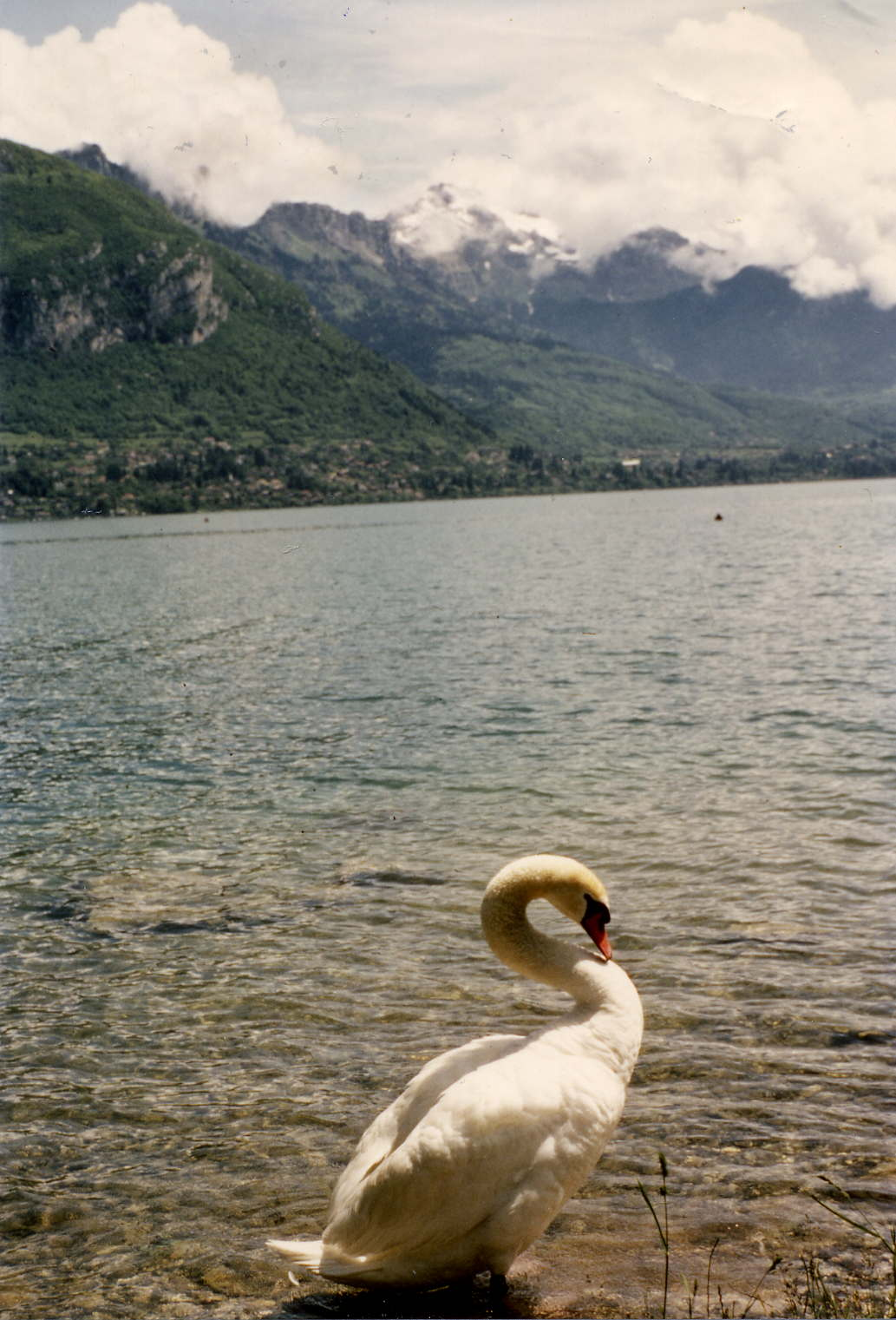
Cygne tuberculé mâle sur le bord du lac d'Annecy.

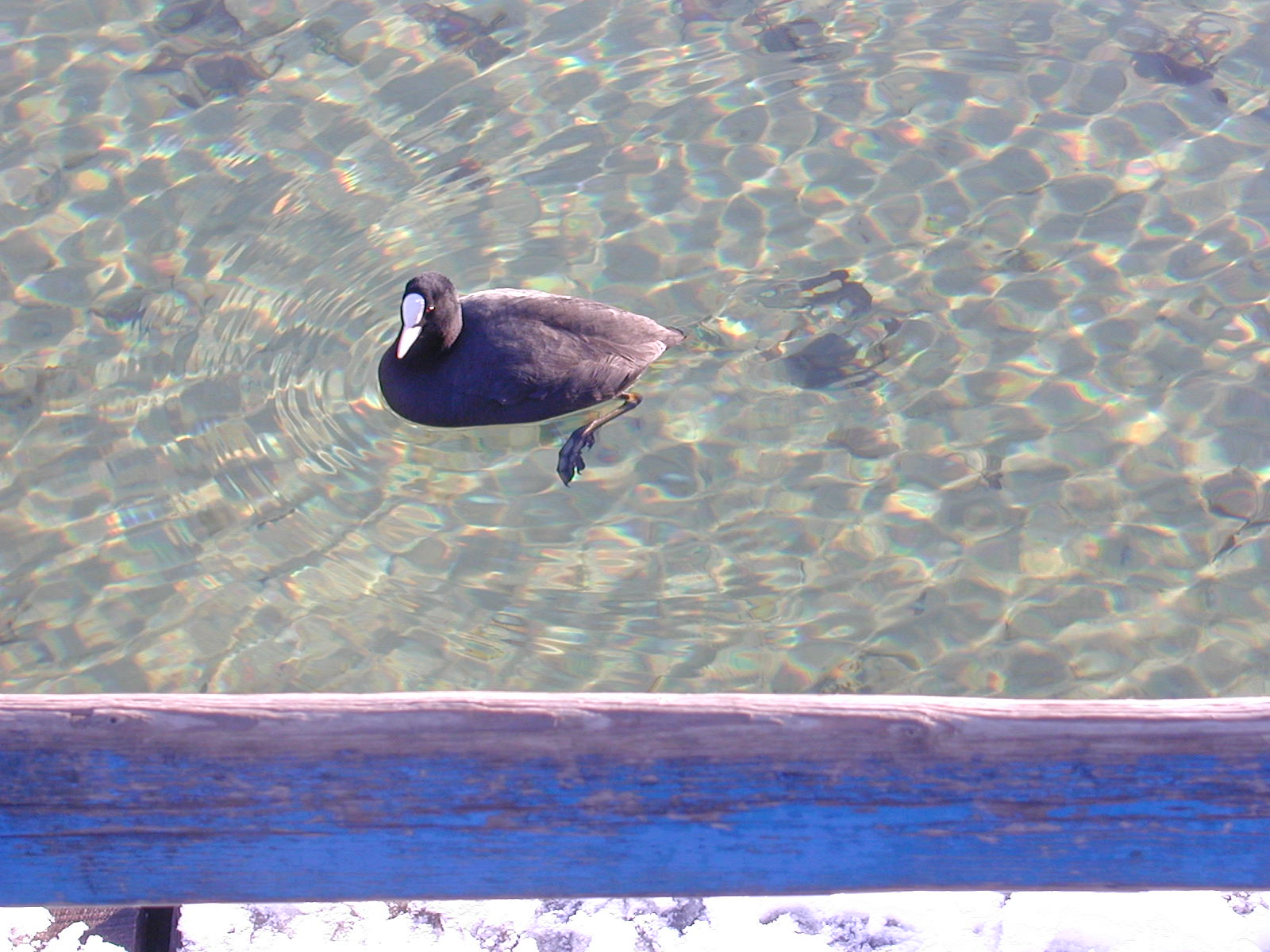
Foulque macroule aux débarcadères du Pâquier.

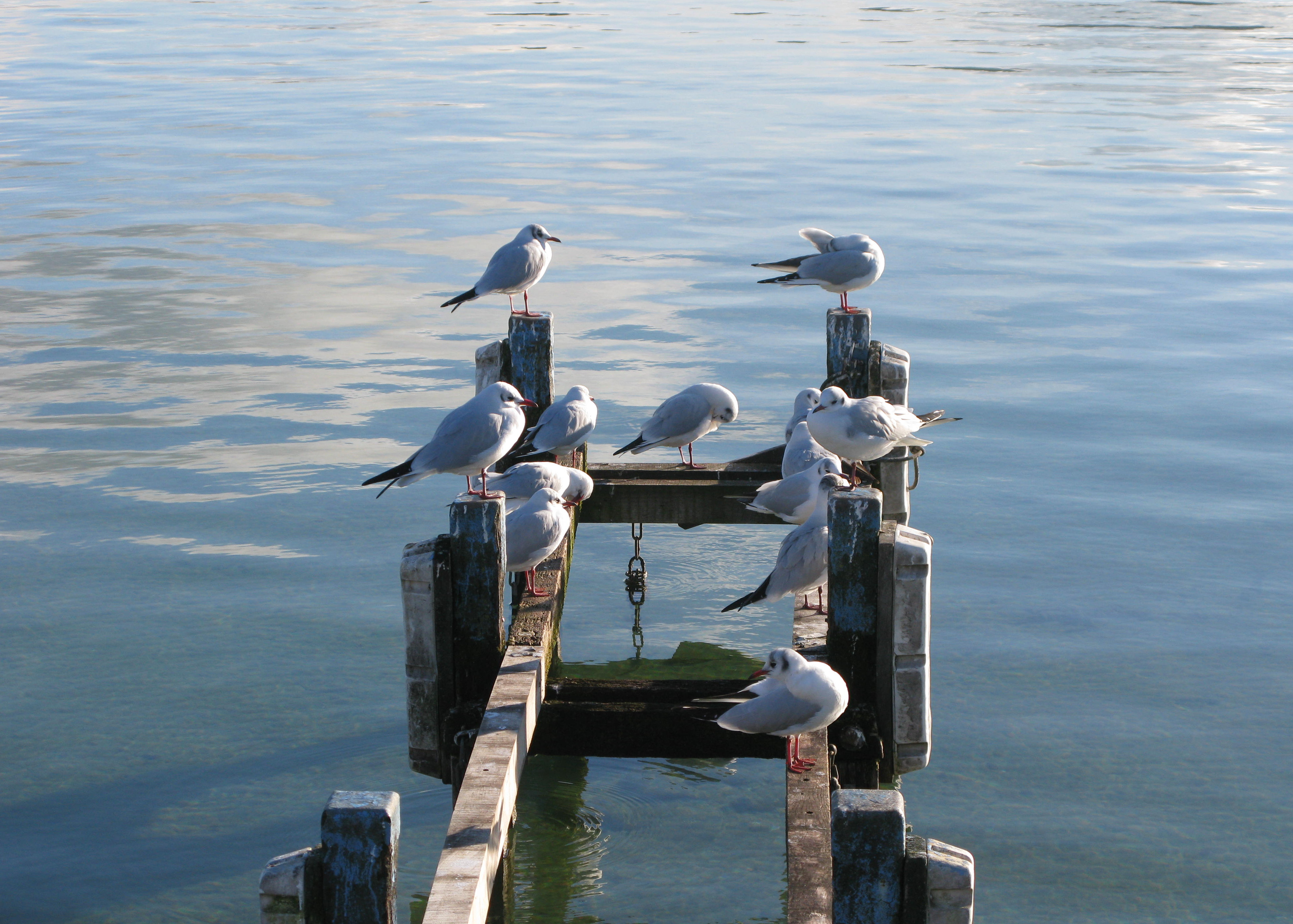
Groupe de Mouettes rieuses.

De nombreux canards et autres anatidés peuvent être observés sur le lac d'Annecy. Les espèces nicheuses les plus communes sont le Canard colvert, le Harle bièvre, le Cygne tuberculé et la Nette rousse. Parmi les hivernants communs, on recense notamment le Fuligule milouin et le Fuligule morillon, et le Canard chipeau ou le Canard souchet peuvent y faire des haltes migratoires. Des espèces rares ont aussi historiquement été signalées lors d'hivers très froids : Eider à duvet, Macreuse brune, Garrot à œil d'or, Harelde boréale.
Parmi les laridés, l'espèce la plus commune est la Mouette rieuse, mais le Goéland leucophée et le Goéland cendré sont également présents. Le Grand Cormoran, le Martin-pêcheur d'Europe et le Héron cendré viennent se nourrir au lac. De nombreux oiseaux nichent dans les environs du lac et notamment dans les quelques roselières restantes. On y recense ainsi le Grèbe huppé, la Foulque macroule, la Gallinule poule d'eau, le Râle d'eau, la Rousserolle effarvatte ou le Bruant des roseaux. Parmi les espèces plus rares, la Rousserolle turdoïde et le Blongios nain peuvent également nicher au bord du lac.
Depuis 1999, la population d'oiseaux est en décroissance rapide. Selon la Ligue pour la protection des oiseaux et la fédération des chasseurs, le nombre d'oiseaux, des espèces sur lesquelles porte l'étude, aurait diminué de 45 % sur la période 1999-2005.
| 1999  | 2000  | 2001  | 2002  | 2003  | 2004  | 2005  | 2006  |
| ----- | ----- | ----- | ----- | ----- | ----- | ----- | ----- |
| 3 139 | 3 603 | 2 394 | 2 587 | 1 918 | 1 511 | 1 689 | 1 326 |

 Ce recensement est fait dans le cadre du programme européen Wetlands international. Comptage exhaustif effectué chaque année en janvier depuis la berge sur les mêmes points d'observations. 
Les espèces les plus en déclin sont le canard colvert (-76 %), le harle bièvre (-65 %), le fuligule morillon (-62 %) et le cygne tuberculé (-56 %).
Plusieurs facteurs semblent être la cause de cette baisse de population, alors que dans le reste de la France ou même dans la région, le nombre d'oiseaux tend plutôt à augmenter.
- La lutte contre la puce du canard ou dermatite cercarienne — voir § Puce du canard — a eu pour conséquence d'abattre des milliers de canards colvert plusieurs hivers de suite à partir de 2002. Les nombreux tirs auraient eu pour conséquence de déstabiliser les oiseaux et de les pousser à se disperser et à migrer sur d'autres plans d'eau plus tranquilles.
- Les cygnes sont en décroissance mais ne sont pas menacés (60 en 1995, 70 en 1999, 17 en janvier 2006 et 30 en décembre 2011). Selon la rumeur, ils seraient capturés pour être mangés et leurs œufs disparaitraient des nids. Mais leur faible population serait plutôt due à la diminution des roselières, et surtout à la pureté de l'eau du lac, qui défavorise la croissance des plantes dont le cygne se nourrit. Le cygne prospère habituellement mieux sur les eaux plus eutrophes (et même polluées), beaucoup plus riches en végétaux aquatiques dont il doit consommer de grandes quantités. Les efforts pour préserver la pureté de l'eau du lac ont des effets bénéfiques pour de nombreuses espèces mais défavorisent en revanche le cygne et les autres anatidés herbivores, qui doivent alors vivre en partie de la végétation broutée sur la terre ferme et de la nourriture que leur procurent les riverains et les touristes.

#### Poissons
Cependant, selon le rapport 2011 édité par le syndicat mixte du Lac d'Annecy et l'INRA, la très faible teneur en éléments nutritifs fait que la ressource piscicole, en bout de chaîne alimentaire, est très bonne en qualité (forte représentation des salmonidés, considérées comme les espèces nobles des eaux douces en gastronomie), mais faible en quantité, puisqu'elle est estimée entre 90  et   100 tonnes de poisson pour tout le lac, ce qui permet une pêche annuelle maximale de 30 tonnes à répartir entre les 4 pêcheurs professionnels et les quelque 1 000 amateurs.
À la fin des années 1990, des plongeurs évoquent, selon leurs propres témoignages, une éventuelle présence de silures dans le lac, jetant ainsi l'émoi au sein de la communauté des pêcheurs en raison de la voracité d'un tel prédateur. Cependant, leur présence reste un sujet à controverse.

#### Autres animaux non lacustres
Il s'agit d'animaux vivant au bord ou occasionnellement dans le lac
- Les mammifères : musaraigne aquatique, musaraigne de Miller[37] (rare), campagnol et surmulot (très nombreux), castor (principalement dans la réserve naturelle du Bout-du-Lac, ils ont été réintroduits en 1973 en Haute-Savoie).
- Les reptiles : vipère aspic, couleuvre verte et jaune, couleuvre d'Esculape, couleuvre à collier (aquatique), couleuvre vipérine (aquatique), orvet.

### Flore
Les réserves naturelles (cf ci-dessous) accueillent une grande variété d’espèces, au Bout-du-Lac, on a dénombré 476 espèces végétales dont 17 orchidées, au Roc de Chère, c’est 508 espèces végétales dont 28 orchidées.
- De 0  à   1,50 m de profondeur, on trouve les plantes émergentes, les racines ou rhizomes sont dans la vase mais les appareils reproducteurs sont aériens, telles : iris des marais, laîche, massette, roseau, scirpe.
- De 0,30  à   3,50 m de profondeur, on trouve les plantes à feuilles flottantes. Les racines sont dans la vase, la partie « aérienne » reste au ras de l’eau, telles : nymphéa blanc, nénuphar jaune, renouée aquatique (rare).
- De 1  à   6 m, on trouve les plantes immergées. Parfois, on peut voir leurs fleurs en surface, telles :
  - groupe des characées : élodée, fontinelle, myriophylle en épis, petite naïade, pesse d'eau, potamot (7 espèces), renoncule divariquée.
  - groupe des plantes flottantes : utriculaire négligée.
- le phytoplancton :
  - Les algues brunes (qu’on trouve le plus), diatomées pennales synedra ulna, cymbella, pinnularia veridis, cyclotelles, coloniales (fragilaria, astérionelles, tabellaria)), chrysophycées
  - Les algues vertes : 5 espèces de characées[36], chlorophycées (spirogira, scenedesmus).
  - Les péridiens.

#### Roselières
En 1928, année de l’étude de Marc Le Roux sur la faune et la flore du lac, les roselières s’étendaient sur 180 ha (1,8 km2). En 1976, elles ne couvraient plus que 16 ha (0,16 km2) et cela s’est encore un peu amenuisé à notre époque[Quand ?] même si des mesures ont été prises comme la création de la réserve naturelle du Bout-du-Lac, les restrictions de navigation, la plantation de pieux, etc.
La principale roselière est celle du Bout-du-Lac, il y ensuite celles de Saint-Jorioz et d’Annecy-le-Vieux au petit port.
La roselière est un élément important de la vie du lac, c’est en effet une zone d’eau peu profonde où l’eau se réchauffe très vite et permet à la vie de prospérer. D’abord les plantes aquatiques qui vont permettre aux animaux de se nourrir, mais également de se cacher et se reproduire.
Elle joue un rôle dans la propreté du lac, à la façon d’une station d’épuration : elle filtre les matières et permet leur décantation. De plus, les plantes comme les roseaux assimilaient autrefois dans leurs tissus les excédents nutritifs polluants du lac comme le phosphore, le nitrate, mais également le cyanure ou des hydrocarbures. Mais le lac étant devenu oligotrophe (le contraire de l'eutrophisation, du fait de la grande propreté de l'eau), la roselière ne peut plus prospérer comme avant et se rétracte.

### Aires protégées
Le lac et ses abords font l'objet de plusieurs mesures de protection environnementale.
Le parc naturel régional du Massif des Bauges couvre la moitié occidentale du lac ainsi que sa rive droite mais aussi plusieurs communes au sud-est dans la trouée d'Annecy, incluant ainsi la majorité du bassin versant du lac — le parc constitue également un géoparc.
Les réserves naturelles nationales couvrent le roc de Chère et le Bout du Lac.
Le réseau Natura 2000 couvre le roc de Chère, le Bout du Lac, les roselières de Saint-Jorioz et le marais de l'Enfer.
Les ZNIEFF de type I couvrent le versant occidental du mont Veyrier, le roc de Chère, le Bout du Lac, le Taillefer, le marais de l'Enfer et l'extrémité septentrionale du Semnoz. Les ZNIEFF de type II couvrent le lac en lui-même, les marais de l'Enfer, le roc de Chère, le Bout du Lac et une partie du cours de l'Eau Morte mais aussi les montagnes qui l'entourent.
Les arrêtés préfectoraux de protection de biotope concernent les roselières d'Annecy-le-Vieux, de Sevrier, de Saint-Jorioz et les marais de l'Enfer.

#### Réserve naturelle nationale du Bout du Lac d'Annecy
La réserve naturelle nationale du Bout du Lac d'Annecy est située à l’extrême sud du lac. Mesurant 84 ha de superficie, elle est protégée depuis 1974. Deux rivières (l’Ire et l’Eau Morte) y coulent, et son territoire est couvert de forêts et de roseaux sauvages. C’est un marais qui autrefois absorbait les variations de niveau du lac.
Un sentier en bois permet de cheminer au cœur même du marais, entre les roseaux, pendant une demi-heure de marche, jusqu’à la Tour de Beauvivier, vestige d’une maison forte du Moyen Âge.
Les foulques, les grèbes huppés, les canards colvert, les lézards et 3 familles de castors ont fait du marais leur habitat. De nombreux oiseaux aquatiques viennent y hiverner et se reproduire. On peut y admirer le colchique, le houblon, le sceau de Salomon et des orchidées. Il sera plus difficile d’observer la rare gentiane pneumonanthe.

#### Réserve naturelle nationale du Roc de Chère
Le roc de Chère est un site écologique majeur, une petite avancée rocheuse au bord du lac sur la rive est, situé sur le territoire de la commune de Talloires. C’est un espace protégé, depuis 1977 d’une superficie de 69 ha (0,69 km2).
Il est situé entre les villages de Talloires et de Menthon-Saint-Bernard, juste à la limite du Grand et du Petit Lac et permet de découvrir de superbes panoramas tout au long des sentiers de randonnées le parcourant. Il plonge dans le lac d'Annecy par d'impressionnantes falaises de 50  à   70 m de hauteur. On peut y voir aussi des lapiaz, qui sont des roches calcaires érodées par l'eau, et que l'on retrouve souvent dans les massifs préalpins.
Jadis exploité par les moines de l'abbaye de Talloires, il est aujourd'hui colonisé en majorité par la chênaie sessiliflores et les charmes ; la rhodoraie s'y épanouit. Une réserve naturelle y été créée en 1978 pour protéger l'exceptionnelle richesse du site. 35 % de sa superficie appartient aujourd'hui (en 2004) au Conservatoire du littoral et des rivages lacustres. Sur ses pentes Nord s'étend un golf.
Grâce à l'alternance de sols calcaires et de sols siliceux (grès), et à la présence de microclimats différents d'un vallon à l'autre, plus de 560 espèces de fleurs et de plantes y poussent. Parmi elles, on dénombre :
- des plantes reliques de l'époque glaciaire (lichens, Carex limosa, etc.) ;
- des plantes typiques de l'étage subalpin (Rhododendron ferrugineux, lycopode sélagine, etc.) ;
- et des plantes appartenant à la flore subméditerranéenne (capillaire, érable de Montpellier, garance, etc.).

Le glacier y a laissé une tourbière où l'on peut trouver des rossolis, une laîche des tourbières (Carex sp.) et la cordulie arctique, une libellule. Dans un canyon dissimulé sous la forêt, on trouve des plantes qui poussent habituellement à 2 000 m (rhododendron ferrugineux, lycopode sélagine). En revanche, côté lac, sur les falaises dans un milieu chaud et sec se sont acclimatées et développées des espèces méridionales (comme l'érable de Montpellier, etc.).
Une abondante faune s'est aussi appropriée les lieux et y trouve refuge. Parmi les oiseaux on y trouve l'hirondelle de rochers et le faucon pèlerin qui nichent dans les falaises, mais aussi le milan noir et des goélands leucophées.

### Problèmes environnementaux

#### Puce du canard
Apparue durant les années 1990, la « puce de canard » qui est en fait une cercaire, une larve microscopique, qui pénètre dans la peau de l’homme et provoque une infection cutanée, « la dermatite du baigneur » a connu son paroxysme au début des années 2000.
Le cycle parasitaire commence par des escargots aquatiques (limnées) infectés par les excréments d’oiseaux, la larve s’échappe de son hôte pour les oiseaux, surtout des canards, le ver femelle pond des œufs qui sont évacués avec les selles de l’oiseau et le cycle recommence. Chez l’homme, hôte accidentel, la larve meurt rapidement mais provoque une démangeaison et des éruptions cutanées qui disparaissent au bout de 1  à   2 semaines.
L’homme est le vrai responsable du problème, car en donnant du pain aux canards, il favorise leur surpopulation et l’abandon de leur migration, d’autant plus que la chasse est interdite sur le lac d’Annecy.
Des canards gourmands trop nourris de pain, ont une ration excessive de gluten, ce qui entraîne pour ces oiseaux des troubles digestifs et beaucoup trop de rejet d’excréments.
À l’automne 2002, lors de la première campagne, à peu près 450 canards ont dû être abattus, dont plus de 90 % étaient infectés, d'autres[Combien ?] ont été abattus en 2003 et en 2004.

#### Désoxygénation des eaux profondes
En 2011, Thierry Billet, adjoint à l'environnement, déclare :

« La transparence du lac est telle qu'on arrive à voir à 10 mètres de profondeur. Paradoxalement, les rayons du soleil, qui pénètrent mieux dans l'eau, ont un impact négatif sur l'écosystème »

En effet, la température de surface qui ne descend pas suffisamment bas en hiver, entraînerait un mauvais brassage des eaux et à terme une carence en oxygène des eaux profondes. En conséquence la faune profonde, dont l'omble chevalier ou le corégone blanc (féra), serait en régression depuis la fin des années 1990.

### Loi Littoral

Vue panoramique du lac d'Annecy.

L'avenir du lac est menacé par l'abrogation partielle de la loi littoral autour des lacs de montagne de plus de 1 000 hectares votée en seconde lecture à l'assemblée en 2005 (seuls quelques députés étaient présents) et contre laquelle se mobilisent les habitants et l'ex maire d'Annecy Bernard Bosson qui refuse le bétonnage programmé de la région.

### Conservatoire du Littoral
Le Conservatoire du littoral, appelé aussi Conservatoire de l'espace littoral et des rivages lacustres, est un établissement public administratif national français créé en 1975. Il intervient sur le lac d'Annecy depuis quelques années, permettant la protection des berges, de la nature et de la faune.
Il est intervenu dans diverses acquisitions foncières sur Saint-Jorioz et Giez, dans les travaux conservation et de mise en valeur du Marais de l'Enfer et dans la réhabilitation d'un bâtiment agricole à Saint-Jorioz, dans la réhabilitation et la naturalisation de la Promenade des Seines sur 200 mètres à Sevrier en 2017.

## Histoire

### Préhistoire

#### Naissance du lac
Le lac est apparu il y a environ trente mille ans vers la fin de la 4e période glaciaire, dite glaciation de Würm, pendant longtemps le niveau du lac était plus bas de 5  à   7 mètres. Une sorte de trottoir, surnommé « la baleine », fait le tour du lac sauf sous le roc de Chère qui plonge directement à 40 mètres sous le niveau de l'eau.

#### Cités lacustres
- Les sites :

Le lac d'Annecy possède plusieurs exemples d'anciennes cités lacustres, villages préhistoriques du Néolithique et de l'âge du bronze final, implantés tout autour du lac (à Annecy-le-Vieux, Annecy, Sevrier, Saint-Jorioz, Talloires, etc.). Parmi les sites, les plus importants tels que celui situé au large du Pâquier (Annecy), regroupant plusieurs dizaines de pilotis sur une superficie d'environ 1 200 m2, un deuxième situé près de l'île aux Cygnes (Annecy), au large du Pâquier, à environ 200 mètres du rivage, regroupe plusieurs dizaines de pilotis dispersés à faible profondeur (1,80 mètre) sur environ 1 200 m2. Il existe également d'autres sites identiques, notamment près du Petit-Port au large d'Albigny (Annecy-le-Vieux) qui regroupe une série de pieux entre 1,8  et   2,8 mètres de profondeur sur environ 2 000 m2 (site protégé au titre des Monuments historiques, celui situé au large de Saint-Jorioz, regroupe 760 pilotis sur 1 200 m2 ;
Deux autres sites sont sur la commune de Sevrier dont celui qui est 800 mdénommé le « Crêt de Châtillon » et qui regroupe des pieux et un four de potier y a été découvert et celui du secteur des Mongets, à 180 m du débouché du ruisseau de la Planche qui regroupe des 673 pilotis sur environ 600 m2 ;
Il existe enfin un dernier site au large de Duingt (le Roselet).
- Classement et protection des sites :

Le 27 juin 2011, le Comité du patrimoine mondial de l'Unesco a classé les sites palafittiques préhistoriques autour des Alpes datant de 5000 à 500 av. J.-C. Le dossier était porté par les six pays alpins (Suisse, France, Allemagne, Slovénie, Italie et Autriche). Le lac d'Annecy était concerné par ce classement et trois de ses sites ont été retenus (les marais de Saint-Jorioz, le Crêt de Châtillon et le secteur des Mongets).
Le niveau du lac était plus bas à l'époque et les pilotis que l'on a retrouvés, notamment non loin de l'île aux Cygnes, étaient des pieux enfoncés dans le sol servant d'armature verticale aux cabanes. Cette hypothèse a été confirmée par une datation très précise à 3783 av. J.-C. attestant d'une occupation des marais de Saint-Jorioz avec un niveau inférieur de trois mètres et par la découverte à Sevrier d'un four de potier désormais exposé au Musée-Château d'Annecy. Ces cinq sites majeurs, il en existe d'autres, font partie du projet défendu par la Suisse, d'obtenir le classement de quelque mille sites palafittiques recensés autour des Alpes et répartis sur six pays (Allemagne, Autriche, France, Italie, Slovénie et Suisse).
Ces vestiges montrent que des populations occupaient déjà le bord du lac depuis le début du néolithique. Une salle entière du Musée-Château d'Annecy est consacrée. à ces populations. Dès -5600 des chasseurs-cueilleurs sont présents, puis entre -4300 et -900 av. J.-C., ils ont été rejoints par des cultivateurs, des pêcheurs, des artisans bronziers et des potiers. En -1800 (âge du bronze), le lac a encore un niveau inférieur de 2,50 m à celui d'aujourd'hui[Quand ?] ; c'est l'époque où commence une occupation intensive de ses berges. En -1200, à la suite d'une longue période de sécheresse, le niveau du lac est inférieur de 4 mètres à celui actuel, ce qui fait apparaître l'île de Chatillon (170 m de long sur 70 m de large, aujourd'hui sous l'eau. Les pêcheurs qui l'occupaient nous ont laissé une pirogue taillée dans un tronc de chêne datant de -900 av. J.-C. Cinquante ans plus tard en -850, c'est le début de l'âge du fer, une période où le climat devient plus froid et plus humide partout en Europe et lors de laquelle les villages lacustres sont abandonnés. Le niveau du lac d'Annecy se retrouve à un mètre au-dessus du niveau actuel[Quand ?], il s'étend alors sur une grande partie de la plaine des fins jusqu'aux premiers coteaux.

### Époques allobroge puis romaine
Les tribus gauloises Allobroges occupèrent très tôt les préalpes des pays de Savoie, les rives du lac d'Annecy et les terres environnantes, certainement dès le début du IVe siècle av. J.-C. et peut-être même avant. Après leur victoire, les Romains s’installent à partir de la fin du Ier siècle av. J.-C. sur la rive nord du lac d’Annecy, dans la plaine des Fins, et fondent le Vicus de Boutae ou Bautas (la « cité des bœufs », future Annecy).

### Temps modernes

#### Renaissance
Lors de l'hiver 1573, alors que le lac est entièrement gelé, un riverain mesure entre le hameau de l'Étraz et la rive d'en face une largeur de 2 431 aunes.

#### LesXVIIeetXVIIIesiècles
En 1640, les eaux envahissent les bords immédiats du lac et les capucins organisent une procession pour implorer la clémence divine.
En 1655, la ville est envahie par les eaux qui submergent le puits Saint-Jean.
Lors du printemps 1711, petite époque glaciaire, le niveau du lac monte de 3,10 mètres au-dessus du niveau actuel, causant des inondations catastrophiques et d'énormes dégâts. Une partie des remparts s'effondre : « le lac a tellement enflé qu'il inonda les plaines voisines ».
En 1780, Horace Bénédict de Saussure est mandaté pour mesurer la profondeur du lac. Il effectue 47 sondages et trouve 180 pieds au Boubio soit 62 mètres.

### L'époque contemporaine

#### LeXIXesiècle
En 1840 :

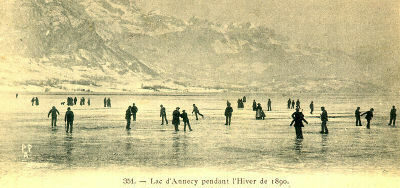
Individus patinant sur le lac d'Annecy gelé en 1891.

- Les inondations sont très importantes et la ville n'est accessible que par bateau.
- Début de l'activité du Chérubin (puissance 10 cv, 100 passagers), bateau acheté d'occasion à Lyon après une longue carrière sur le Rhône. Vieux bateau-vapeur en bois, il navigua de juillet 1840 à août 1844, pour un service de voyages. Il remorquait des barques à voile, embarquait une centaine de passagers et enfumait les rivages.

En 1843 après une importante réparation, le Chérubin, rebaptisé Le Dauphin, reprend du service.
En septembre 1844, le Dauphin, qui n'avait pas de quille et une coque pourrie, finit par craquer sous le poids des ans.
En 1860 :
- Un article de la Revue savoisienne estime la profondeur moyenne à 40 mètres, et le volume d'eau contenu dans le lac à 1 120 millions de m³. Il est alors estimé qu'il pourrait être entièrement comblé dans cent mille ans.
- En septembre, le lac reçoit la visite de Napoléon III et le couple impérial est charmé par sa beauté.

En juin 1861, début de l'activité du bateau à vapeur Couronne de Savoie, (32 × 3,90 m, 30 tonnes, 24 cv, 400 passagers), offert à la ville d'Annecy par Napoléon III. Sa propriété et sa gestion étant municipales. À cette occasion, sept débarcadères sont construits au frais de l'État par les Ponts et Chaussées pour l'accueillir dignement, à Veyrier, Menthon, Talloires, Doussard, Duingt, Saint-Jorioz et Sevrier. À Annecy, le chenal du petit port est ouvert.
En 1862, les travaux commandés par Sadi Carnot permettent de rehausser le niveau du lac d'un mètre (côte 446,90 m).
En novembre 1863, le préfet publie le premier règlement de police, codifiant la navigation des bateaux de croisières et de transport de marchandises sur le lac.
En 1864, une révision du règlement de police est publiée.
Au printemps 1873, la Compagnie de navigation du lac d'Annecy est fondée par une poignée d'entrepreneurs locaux.
En mai 1874, début de l'activité du bateau à hélices à coque en fer L'Allobroge (26 × 4 m, 15 tonnes, 24 cv, 150 passagers). Il livre une farouche concurrence au Couronne de Savoie : guerre des prix, des horaires de départs et même bagarres entre équipages.
En 1876 :
- Le 22 juillet, un cadran solaire multiple nommé L'Unique est inauguré, deux ans après sa conception en 1874 par un frère capucin d'Annecy. L'emplacement connu du gnomon, réalisé par le sculpteur Tavernier sur les indications du moine Arsène, est en bord de lac entre le bout des jardins de l'Europe et l'île aux cygnes[57].

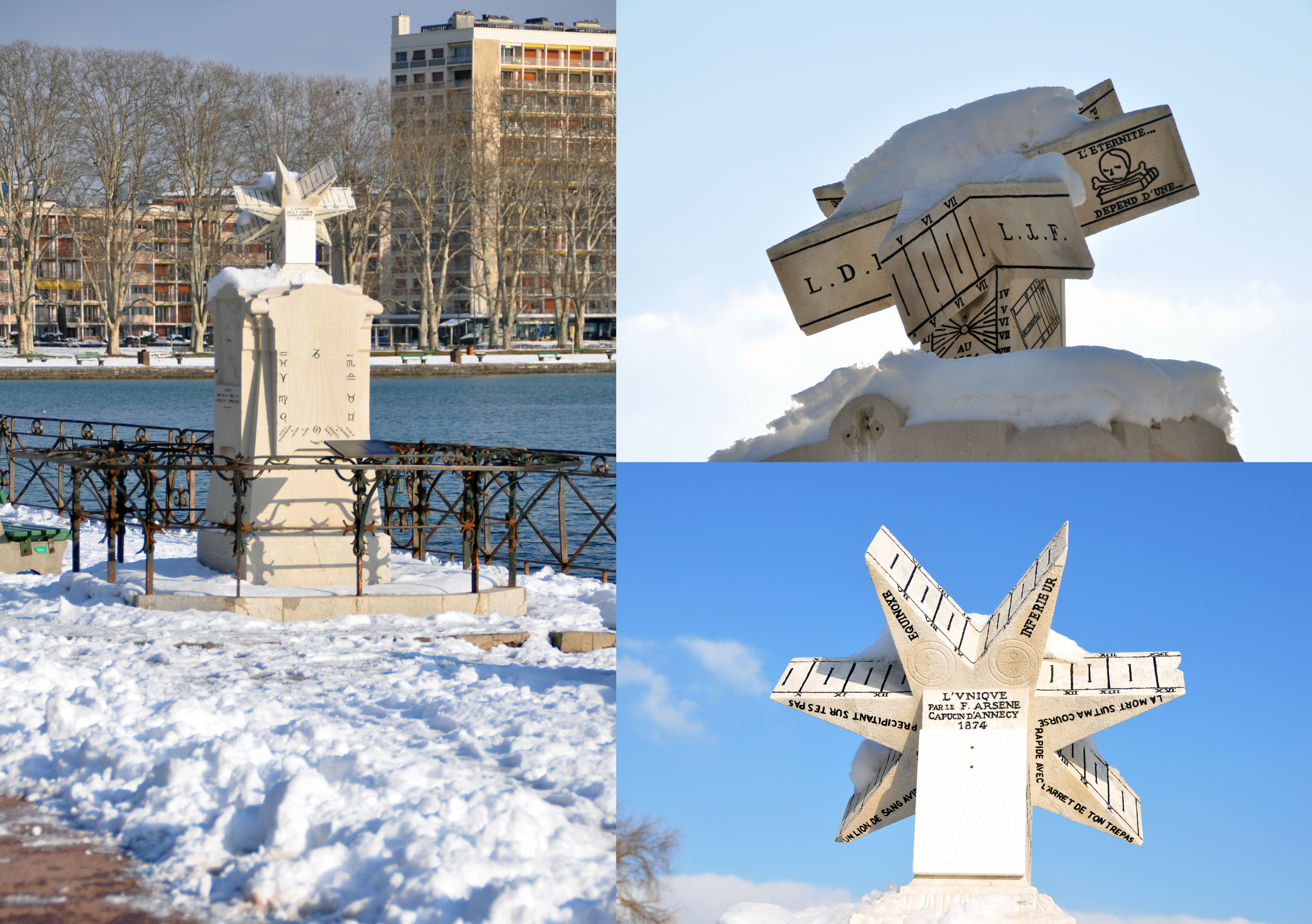
L'Unique au bord du lac.

- Le 4 décembre, l'altitude du lac est officiellement fixée à 447,07 mètres après une série de 252 observations dont la moyenne donnait 448,02 mètres.

Lors de l'hiver 1880, le lac connaît son avant-dernière glaciation importante.
En mai 1886, la Compagnie des bateaux à vapeur du lac d'Annecy est fondée avec un capital de 120 000 francs et remplace la CNLA dissoute. La nouvelle compagnie récupère l'Allobroge, rachète le Couronne de Savoie pour 65 000 francs.
En juillet 1887, début de l'activité du bateau à roues à aubes Le Mont-Blanc (40,2 × 9,20 m, 32 tonnes, 120 cv, 350 passagers). En décembre, à cause du brouillard, il s'échoue sur un banc de sable près du port de Sevrier.
Lors de l'hiver 1891, le lac connaît sa dernière glaciation importante. Il est complètement gelé du 31 décembre au 13 mars 1892.
En 1898 :
- Une mesure de la surface trouve 2 800 hectares, alors qu'après la Première Guerre mondiale, une nouvelle mesure trouve 2 759 hectares pour la surface et 65 mètres pour la profondeur maximale.

En juillet 1900, L'Allobroge fut coulé à quai par des enfants qui avaient ouvert un robinet de vidange. Il est renfloué après beaucoup d'efforts.

#### LeXXesiècle
En 1902, dans le Dictionnaire géographique et administratif de la France, il est donné les chiffres suivants : altitude 446,52 mètres, surface 2 704 hectares, volume 1 123,5 millions de m3, profondeur maximale 64,70 mètres avec un abîme de 80,60 mètres au Boubioz, longueur 15 km, moindre largeur 800 m entre Duingt et Talloires, plus grande largeur 3 350 mètres au niveau de Sevrier, périple 36 km, épaisseur des boues du fond du lac 50  à   55 mètres.
En septembre 1906, la sécheresse fait reculer le lac de 150 m avenue d'Albigny.
En 1908 :
- La commune de Doussard mène une bataille pour que son débarcadère porte le nom de « Bout du Lac » en remplacement de « Lathuile », estimé trop préjudiciable à l'image de la commune.
- En décembre, l'eau de la source du Boubioz est en partie captée.

En mai 1909, début de l'activité du bateau à aubes France (47,23 × 12 m, 40 tonnes, 350 cv, 700–800 passagers grâce à son triple pont, 23 km/h, coût 250 000 francs).
En 1918, les eaux submergent l'avenue d'Albigny.
En 1944, les eaux submergent l'avenue d'Albigny, il s'agit de la plus importante inondation depuis 200 ans : « La préfecture est transformée en île et la foire baigne dans l'eau ».
En septembre 1947, la sécheresse fait reculer le lac de plus de 150 m avenue d'Albigny. Cette année-là fut « une année de disette sans moissons ni vendanges ».
Lors de l'hiver 1962/1963, le canal de Vassé gèle ainsi que la baie de Talloires et la presqu'île de Duingt.
Un jour de l'hiver 1971, le vieux France coule mystérieusement. Son épave qui repose au fond du lac attire depuis des plongeurs passionnés.
Lors de l'été 1971, premier recensement de la flore et de la faune du lac par un chercheur de l'INRA.
En mai 1984, début de l'activité du Libellule, grand catamaran de croisières (60 × 12 m, 2×210 cv, 595 passagers). Il s'agit du plus important bateau mis en service sur le lac d'Annecy. Il a été réalisé en près d'un an par des entreprises locales. L'inauguration eut lieu le 28 mai 1984 avec comme parrain l'acteur Jean-Claude Brialy et la comédienne Marie-José Nat. Le réalisateur Claude Chabrol était aussi présent.
En juillet 1996, un tremblement de terre agite la masse d'eau et en décembre de la même année, un glissement de terrain subaquatique se produit à la Puya.

#### LeXXIesiècle
En août 2003, un coup de vent provoque une tempête particulièrement forte, qui fait couler plusieurs embarcations.
En mai 2010 est inauguré le « théâtre d'eau » de l'île aux Cygnes, une animation très appréciée par les touristes qui renoue avec l'animation dites des « fontaines lumineuses » qui avait fonctionné de 1860 à 1980. Cette scène est composée de deux pyramides flottantes d'où jaillissent des jets lumineux de dix mètres de haut.
Du 25 au 29 juillet 2016, des plongées jusqu'à 15 mètres de profondeur ont été faites sur 10 secteurs du lac par une trentaine de plongeurs pour procéder à un inventaire de la faune et de la flore. Concernant la flore, 11 plantes à fleurs et 5 espèces de characées ont été relevées. Pour la faune, 8 espèces de poissons (brochet, perche, tanche...) et une douzaine d'autres animaux aquatiques (moules zébrées, éponges, écrevisses...).
Depuis 2023, le quartier des Trésums à Annecy est chauffé et rafraîchi par les eaux du lacs, où des calories nécessaires au fonctionnement de pompe à chaleur sont puisées à plus de 20 mètres de profondeur. Il s'agit de la 1re installation de lacustrothermie mise en service en France.

## Navigation

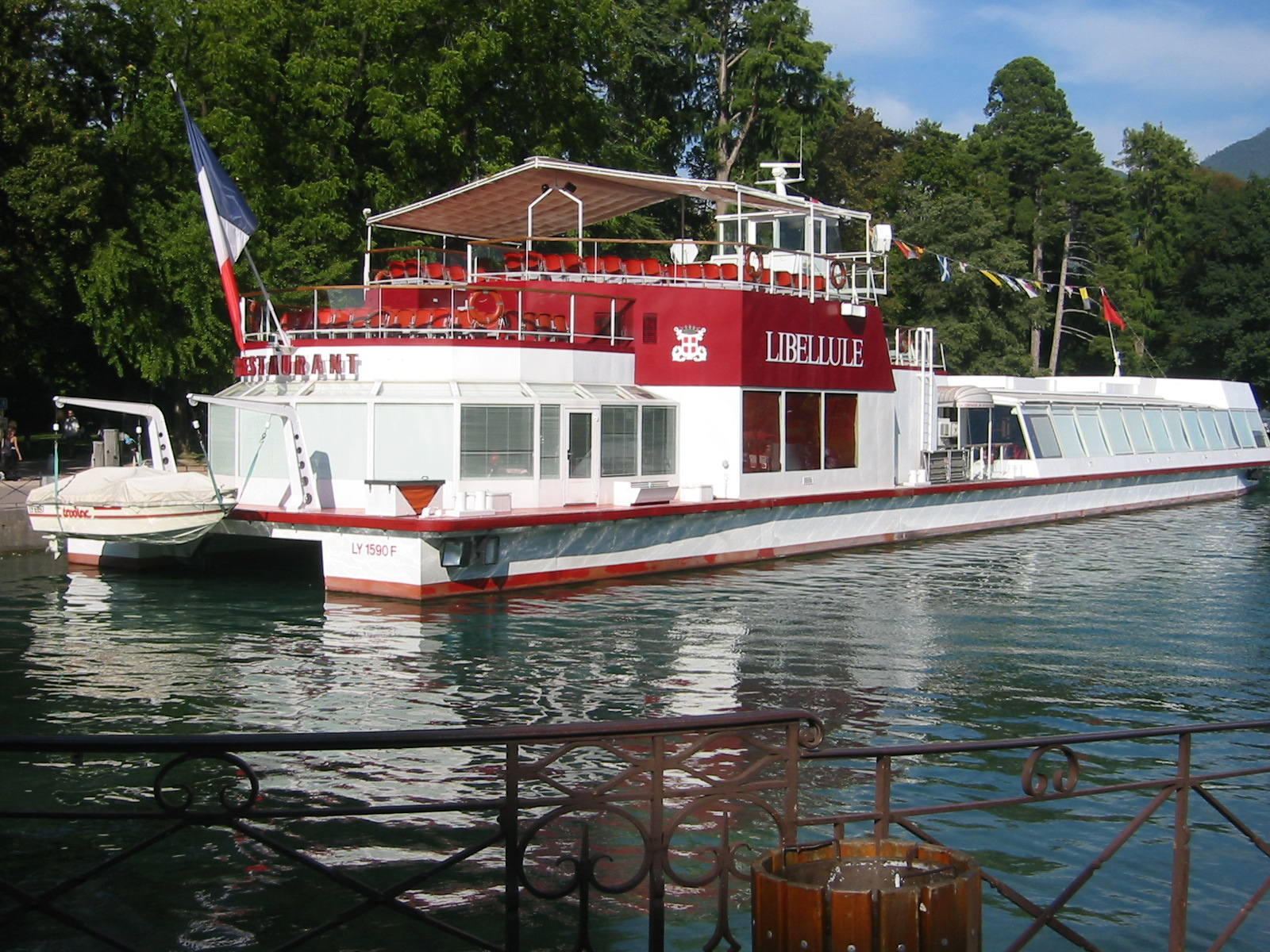
Le Libellule à Annecy, France, été 2004.

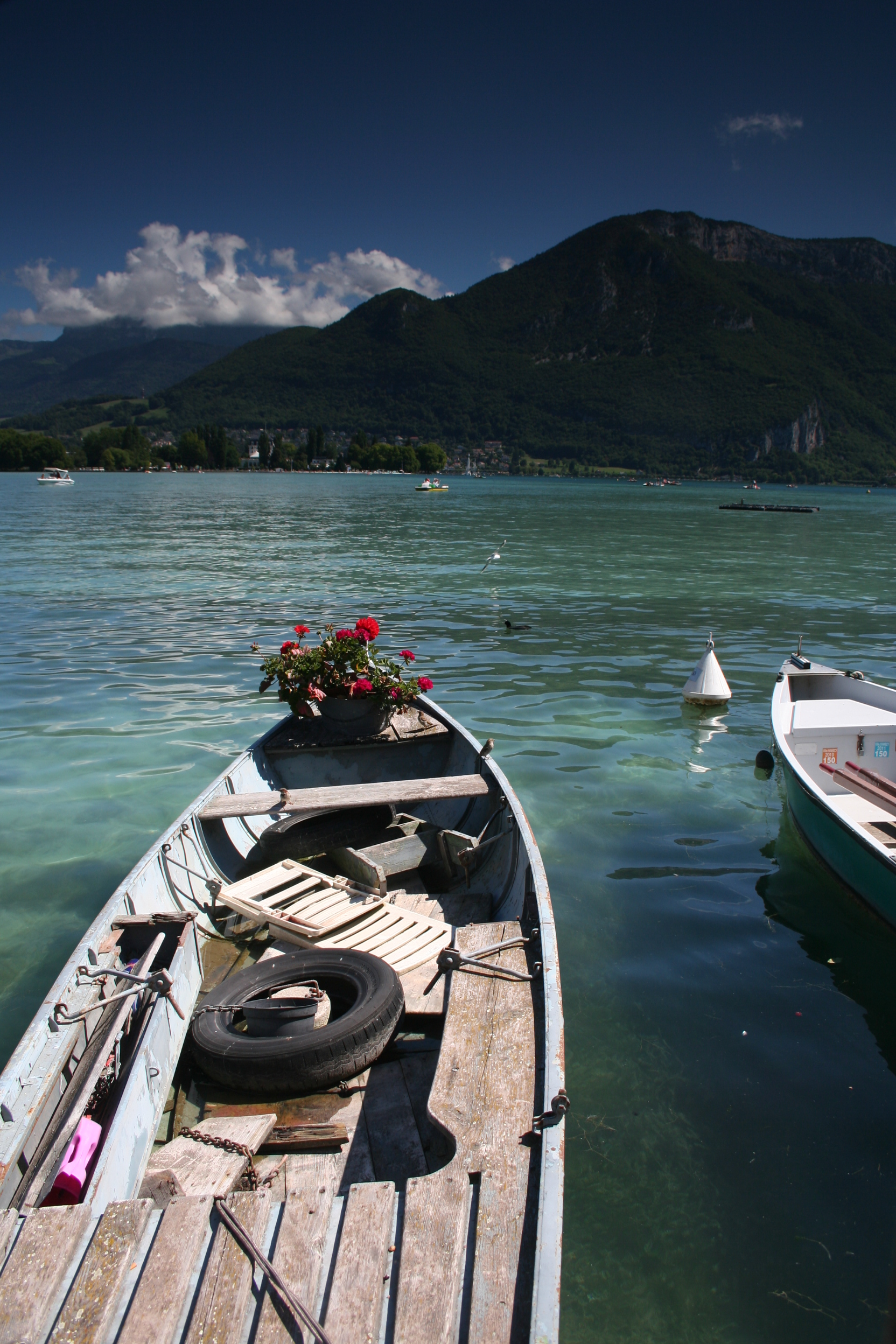
Barque sur le lac.

Il n’est pas possible de dire que le lac d’Annecy ait connu une véritable culture de la vie sur le lac, telle qu’on peut la connaître par exemple sur certains lacs italiens.
Les abords immédiats du lac ont été, par le passé, considérés comme malsains en raison de l’humidité récurrente qui touchaient les habitations situées à proximité. Seuls quelques pêcheurs avaient élu domicile sur les bords. Les villages étaient toujours situés en hauteur à quelques centaines de mètres du lac.
La navigation ne se développait réellement qu’en été, car ce sont les touristes qui l’ont pratiquée et en ont lancé la mode.

### Ports et bases de loisirs
- Cercle nautique d'Annecy.
- Port des Marquisats à Annecy, 271 anneaux d'amarrage.
- Port d’Albigny à Annecy-le-Vieux, dispose de 214 anneaux d'amarrage.
- Base nautique du petit-Port à Annecy-le-Vieux.
- Base nautique du port des Champs à Veyrier-du-Lac, 76 anneaux d'amarrage.
- Port et base nautique du Port à Menthon-Saint-Bernard, 10 bouées d'amarrage.
- Port de Talloires.
- Port d'Angon à Talloires.
- Port et base nautique de Doussard, 100 anneaux d'amarrage.
- Port et base nautique de La Nublière à Doussard.
- Port et centre nautique et de loisirs de Duingt, 60 anneaux d'amarrage.
- Port et base nautique de Saint-Jorioz, dispose de 342 anneaux d’amarrage.
- Port et base nautique de Sévrier, 380 anneaux d'amarrage et parking à terre.

### Débarcadères
À l’époque des vapeurs à aubes, douze débarcadères furent construits par Les Ponts et Chaussées autour du lac : Annecy, Beau-Rivage, Sévrier, Saint-Jorioz, Duingt, Bredannaz, Doussard-Bout du Lac, Angon, Talloires, Menthon-Saint-Bernard, Veyrier, Chavoires. Depuis, certains ont disparu : Beau-Rivage, Bredannaz et Chavoires.

### Compagnie de navigation du lac d’Annecy
Depuis 1840, plus de vingt bateaux de croisières ont assuré le service de navigation publique et des croisières sur le lac d'Annecy.

### Barques et canots en bois
Deux sortes de barques en bois ont marqué le lac d’Annecy pendant la première moitié du XXe siècle, et nous charment encore de nos jours :
- Les canots à moteur en acajou construits par le menuisier ébéniste Métral vers 1920, dont il ne reste plus que six exemplaires soigneusement entretenus.
- Les barques en bois fabriquées à partir de 1920 par le menuisier ébéniste François Beauquis dans son atelier de Saint-Jorioz, toujours exploitées aujourd’hui. Elles ont des coques de quatre à six mètres de long, en acajou ou en mélèze, avec des pièces maîtresses en chêne ou en acacia et des rivets en cuivre. L’atelier ayant pris le tournant du polyester dans les années 1960, la dernière barque en bois fut construite en 1973. Cependant, elles sont toujours soigneusement entretenues par leurs propriétaires dans l’atelier même où elles ont été fabriquées. Il est possible d’en louer à Talloires et à Menthon-Saint-Bernard.

Après la Seconde Guerre mondiale, pendant les années 1950 et 1960, le lac a vu aussi apparaître quelques hors-bords construits en bois. On peut toujours en apercevoir et même en louer du côté du Pont des Amours à Annecy.
Il existe aussi une association « Les Vieux Safrans d'Annecy » spécialisée depuis 1993 dans la restauration des bateaux en bois et qui est installée dans des locaux à Rumilly.
Une autre association « Voile et canots » a pour objectif de promouvoir la navigation traditionnelle sur le lac en développant tout un art de vivre sur l’eau, par exemple, accès par bateau aux hôtels et restaurants.

## Activités et événements sportifs
Le lac d’Annecy est en fait un plan d’eau de taille réduite situé au milieu des montagnes (mont Veyrier, Semnoz, Parmelan…). Ces monts rendent la circulation des vents instable. Ils sont souvent inattendus, ce qui fait justement l’intérêt de la navigation sportive sur les lacs de montagne. Le lac a d'ailleurs été le lieu de déroulement des championnats de France des croiseurs légers en 2009.

### Activités sportives

#### Aviron
Sur le lac d'Annecy, il y a 4 clubs d'aviron (3 dans le Grand Bassin et 1 dans le Petit Bassin).
Liste des clubs d'aviron du lac d'Annecy :
- Annecy : Le Cercle nautique d'Annecy, situé aux Marquisats (plus précisément à Colmyr), est le 6e club français sur 256 en 2009 (Première Division). Celui-ci est le club du champion d'Europe et du monde 2009 d'aviron : Fabien Tillet. Le club de canoë-kayak a remporté en octobre 2009 la première finale de la coupe de France de Dragon Boat.
- Annecy-le-Vieux : Le Club des Sports d'Annecy-le-Vieux (Aviron), situé à Albigny, est le 30e club français en 2009 (Deuxième Division).
- Sevrier : Aviron de Sevrier (Rive Gauche) : Club de Quatrième Division (135e club français en 2009).
- Talloires : Cercle Nautique de Talloires : Club de Quatrième Division (110e club français en 2009).

#### Cyclisme
Il est prévu d’avoir une piste cyclable qui permette de faire complètement le tour du lac. Pour l’instant, il y a une grande portion existant d'Annecy le Vieux à Doussard, qui continue ensuite sur Faverges et s'arrête à Ugine, dans le département de la Savoie, grâce à une nouvelle extension ouverte en 2007. Ugine est ensuite reliée à Albertville. Ce tronçon débuté en 1976 reprend le tracé de l’ancienne voie de chemin de fer d’Annecy à Faverges. Le chaînon manquant entre les Marquisats (Annecy) et Sevrier est terminé depuis l'été 2005. Sur la rive Est, des travaux sont en cours (en 2014) pour aménager une piste cyclable entre Menthon-Saint-Bernard et Talloires.
Des courses cyclistes autour du lac (46 km) sont également organisées tous les ans :
- la Gentleman cycliste, une course en binôme, qui n'existe plus à la suite d'un accident mortel.
- l’Ancilevienne, une course également en binôme mais avec un seul vélo, pendant que l'un pédale l’autre court !

Actuellement il existe un projet de créer une piste cyclable sur la rive Est du Lac. Cette piste suivrait la route départementale mais aurait comme inconvénient de supprimer l'accès aux rives du lac par la suppression des emplacements de parkings donnant un accès aux habitants et aux touristes.
La 18e étape du Tour de France 2009 fut un contre-la-montre autour du lac.
En 2027, l'épreuve de contre-la-montre des championnats du monde de cyclisme sur route aura lieu autour du Lac d'Annecy.

#### Natation et baignades

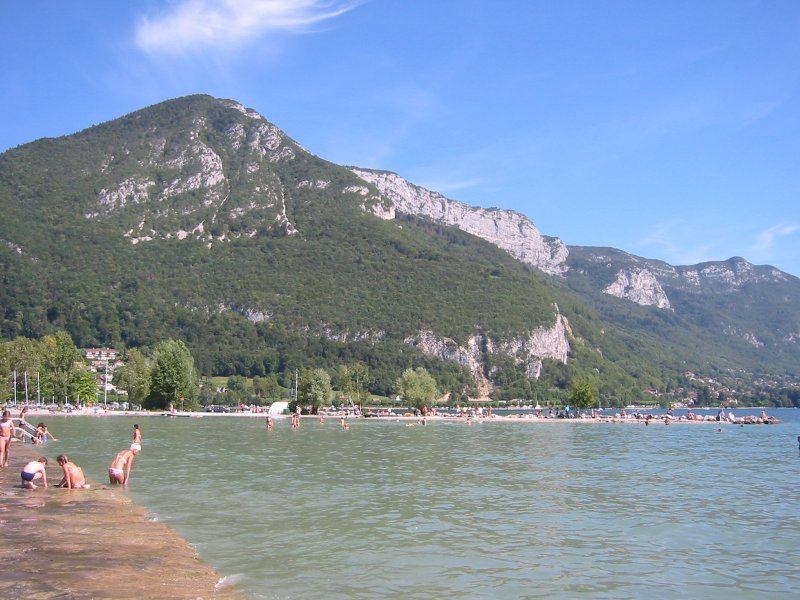
Plage d’Albigny avec le mont Veyrier.

Le lac, très propre, permet de s’adonner en de nombreux endroits à la natation et au plaisir de la baignade. L’été, la température de l’eau atteint 22 à 24 °C. Tous les ans depuis 1931, le 15 août, une traversée du lac ouverte à tous est organisée : 1 000 m entre la plage de l'Impérial et les Jardins de l'Europe, 2 400 mètres au départ des pontons en bois du Petit Port sur la commune d'Annecy-le-Vieux et 5 000 m entre Veyrier-du-Lac et l'ile aux cygnes.
- Clubs (Dauphins d’Annecy)
- Piscines : piscine des Marquisats
- Plages : voir Les plages du lac d’Annecy

#### Planche à voile
Les véliplanchistes disposent de deux lieux particuliers où ils peuvent faire de la planche à voile, mais aussi à partir d’une dizaine d’autres endroits. La pratique du kite-surf est autorisée uniquement vers Saint Jorioz (source : Service de la navigation)
- À Annecy-le-Vieux au petit port d’où ils peuvent naviguer le long de la rive jusqu’à l’Impérial Palace.
- À Veyrier d’où ils peuvent enchaîner les traversées du lac en profitant des vents de nord et de sud.

#### Plongée sous-lacustre
Le lac permet la pratique de la plongée sous-marine en de nombreux endroits et à diverses profondeurs, été comme hiver (eau à 5 °C). Des commerces spécialisées possèdent des écoles et il existe bon nombre d’associations tout autour du lac. Des sites archéologiques lacustres et des épaves (notamment le France qui repose à −42 mètres) peuvent ainsi être visités.

#### Skateetroller
Il y a un skatepark derrière la plage des Marquisats (1 bowls, 1 snake à 3 hauteurs, 1 langue, 2 curbs et quelques barres et le nouveau parc street inauguré en octobre[Quand ?] en forme de parcours zigzag en descente, sets de marches, etc.).

#### Ski nautique
Certaines bases nautiques disposent de bateaux puissants pour pratiquer le ski nautique. Cette discipline trouve sur le lac des conditions optimales même meilleures qu’en mer. Avant la guerre, Annecy fut un grand centre de pratique du ski nautique en France et surtout de centre d’essai pour les nouveaux équipements.
Certains bateaux sont équipés de barres latérales pour permettre aux débutants d’apprendre à skier sur l’eau sans être tiré par une corde, avec une réussite garantie. Pour les plus expérimentés le wakeboard leur est proposé. Les professionnels disposent à Sévrier d’un slalom et d’un tremplin pour le ski nautique de compétition.
L'Association française de Wakesurf organise à Talloires et Duingt depuis 2003 la « King of the lake », première coupe européenne de cette discipline.

#### Voile
Avec ses 14,5 km de long et une largeur correcte, le lac permet une bonne pratique de la voile, les vents dominants du nord ou du sud étant dans le sens de la longueur. On trouve des clubs de voile dans la plupart des ports des communes riveraines.

### Événements sportifs

#### Ancilevienne
C’est une course en binôme avec deux coureurs et un vélo. Ils doivent se relayer durant les 46 km du tour du lac.

#### Marathon du Lac d'Annecy
Chaque année au mois d'avril a lieu le marathon du Lac d'Annecy. Les participants doivent parcourir 42,195 km.

#### Traversée du lac à la nage
Elle est organisée tous les 15 août. Il y a deux courses organisées (2 400 m et 1 000 m) ouvertes aux licenciés mais également aux amateurs.
Pour la première fois en 2008, la Traversée du Lac intègre le circuit de la coupe de France de natation en eau libre. En plus des deux courses habituelles, un nouveau tracé de 5 km sera réservé aux licenciés.

### Pêche
La pêche de loisir sur le lac d'Annecy est l'activité la plus importante en nombre de pratiquants : 1 200 pêcheurs exercent leur loisir en bateau et environ 600 pêchent près du bord.
La gestion de cette activité est assurée par l'association Annecy Lac Pêche sise aux Marquisats.
L'association a la charge de la gestion piscicole, de la distribution des cartes de pêche ; son activité ne se limite pas à la pêche et elle est un acteur important de la protection du milieu et de son environnement.

## Activités culturelles

### Fête du lac

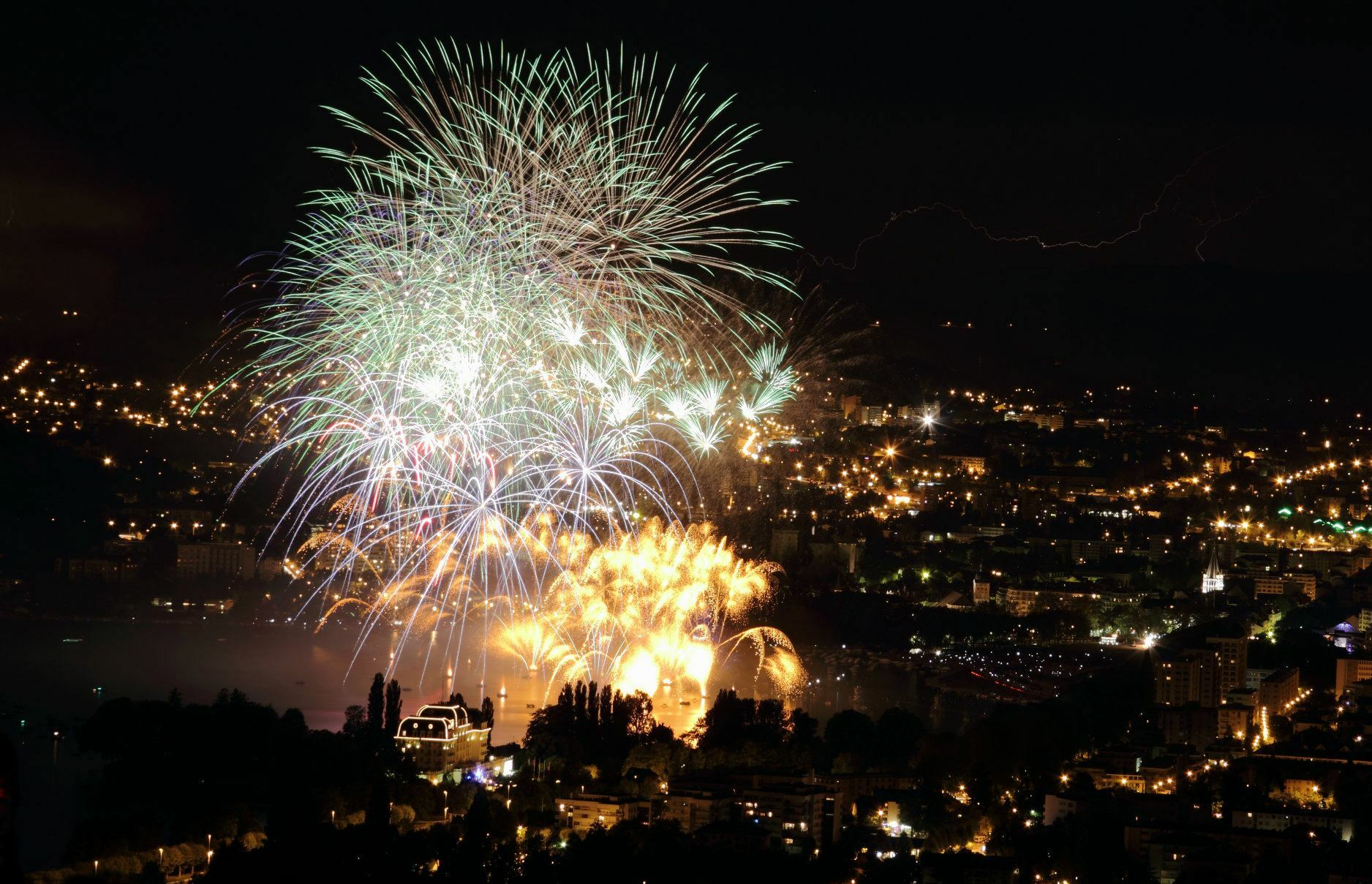
Feu d'artifice tiré lors la fête du lac d'Annecy en août 2012.

C’est un spectacle pyrotechnique qui se déroule le premier samedi d'août, considéré comme l'un des plus grands feux d'artifice d'Europe. Il est tiré depuis le lac, face au Pâquier à Annecy. Des tribunes payantes sont installées, mais il est visible des hauteurs et des villes environnantes. Plus de 40 000 billets d’entrée sont vendus (gradins et pelouses) et plus de 150 000 personnes assistent à l'événement depuis les rives du lac, les collines et montagnes environnantes ou les embarcations rassemblées derrière la zone de tir du feu d'artifice.
L'origine de cette fête remonte à l'annexion du duché de Savoie à la France et la visite de l'empereur Napoléon III et l'impératrice Eugénie, notamment à Annecy le 29 juin 1860. Une fête lacustre est organisée par la ville : c'est le début de la Fête du Lac. Au cours des années, cette fête prendra différents aspects pour devenir, à partir de 1950, un grand événement touristique comme celui que l'on connaît aujourd'hui.

### Observatoire régional des lacs alpins
Il se trouve au Musée-Château d’Annecy dans la vieille ville. C’est une exposition permanente sur les lacs des Alpes françaises et notamment sur le lac d’Annecy. On y découvre les différents types de lac, leur peuplement, faune et flore. Sont également exposés des objets du passé, parfois lointain (préhistoire) découverts au bord du lac.

## Le lac dans la culture artistique

### Le lac en peinture
Le lac d’Annecy, entouré de ses montagnes et de son environnement romantique et sauvage, a inspiré de nombreux peintres de sensibilités différentes, notamment Jean Francis Auburtin, Albert Besnard, Paul Cézanne et Félix Ziem, tous attirés par cette lumière particulière, changeante et se reflétant dans les eaux.
La collection des beaux-arts installée au musée du château d'Annecy présente de nombreux tableaux représentants le lac.

### Le lac au cinéma et à la télévision

#### Le lac au cinéma
Le lac a souvent été choisi comme décor naturel par exemple dans les films suivants (liste non exhaustive) :
- Les Roquevillard, 1943, film de Jean Dréville avec Charles Vanel et Aimé Clariond. Scènes tournées à la Villa Besnard à Talloires).
- Rêves d'amour, 1947, film de Christian Stengel (scènes tournées à la Villa Besnard à Talloires).
- Le Genou de Claire, 1970, film d’Éric Rohmer.
- Chère Louise, 1972, réalisé Philippe de Broca avec Jeanne Moreau.
- Clara et les chics types, 1980, de Jacques Monnet.
- La Nage indienne, 1993, de Xavier Durringer.
- Le Créateur, 1999, d'Albert Dupontel. Le générique, ainsi que tout le début du film simulant les jardins d'un hôpital psychiatrique, sont tournés en fait dans les jardins de l'Imperial Palace.
- Filles uniques, 2003, de Pierre Jolivet avec Sandrine Kiberlain et Sylvie Testud.
- Le Clan, 2004, de Gaël Morel.. L'histoire d'une fratrie.

#### Le lac à la télévision

##### Séries
- La Kiné (1998 - 2003)

Il s'agit d'une série télévisée française en 10 épisodes de 90 minutes, créée par Thierry Lassalle et diffusée entre le 11 février 1998 et le 9 juin 2003 sur France 2.
La série nous présente les aventures professionnelles d'une kinésithérapeute et de son équipe exerçant dans une clinique située au bord du lac.
- Déjà vu (2007 - 2009)

Il s'agit d'une série télévisée française en 52 épisodes de 26 minutes créée par Éric Vérat et David Paillot, diffusée entre le 27 octobre 2007 et décembre 2009 sur France 2 dans l'émission KD2A.
Au fil des épisodes, on découvre les aventures d'une bande de jeunes en classe de terminale à Annecy.
- Les Revenants (2012 - )

La série télévisée se déroule en Haute-Savoie et présente durant certains épisodes quelques images du lac.
- Cassandre (2015 - )

Il s'agit d'une série télévisée française créée par Bruno Lecigne et Mathieu Masmondet, dont le premier épisode a été diffusé le 28 novembre 2015 sur France 3.
Le synopsis de la série se base sur l'histoire d'une commissaire de police venue du prestigieux 36, quai des Orfèvres, mutée à sa demande au commissariat d'Annecy pour se rapprocher de son fils. L'épisode 6 dénommé "Pacte" permet de découvrir le lac depuis les airs lors d'une course poursuite effectuée entre les policiers et les criminelles.

##### Autres téléfilms
- Le téléfilm Claire Brunetti (2009) pilote d'un projet avorté de série télévisée se déroule à Annecy. Le cadavre, point de départ de l'affaire judiciaire, est découvert dans le lac d’Annecy.

### Le lac dans la littérature

#### Poésie
- Au Lac d'Annecy

Astolphe de Custine, vécu à Annecy-le-Vieux et à Brédannaz en 1838. Pour célébrer ce séjour il écrit en 1841 ce poème :

« Abandonnant le monde à son inquiétude,

Sur ces bords orageux j'ai trouvé le repos

Miroir qui du désert trouble la solitude, 

Où s'empreint le reflet du ciel et des coteaux, 

Où brille la lumière, âme de la Nature, 

Qui d'heure en heure prête aux monts un autre aspect 

Et sans changer le site en change la parure : 

Heureux lac, je t'approche avec un saint respect. 

Loin des froides beautés d'un monde qui grimace, 

C'est l'image de Dieu qui se peint sur ta glace. »

- Çà et là

Dans ce long poème en prose, Louis Veuillot (1813-1883) déclare :

« Que le brouillard léger du matin les voile, que le plein soleil en éclaire la splendeur, que le soir les revête d'une gaze de feu, que le flot s'endorme ou que le vent murmure, toujours sur ces doux rivages habite la paix. »

#### Romans
- La marquise Cornélia d'Alfi, d'Eugène Sue

Dans ce roman dénommé également sous le titre de Le lac d'Annecy et ses environs, Eugène Sue écrit :

« … (Le) lac d'Annecy, lac enchanteur, dont les aspects variés sont disposés, groupés, proportionnés par la nature, avec un bonheur qui défie l'idéal de l'art (…) L'œil ravi s'arrête tour à tour sur les bords riants, mélancoliques ou grandioses du lac, et plonge dans des horizons lointains, découverts par l'abaissement des pentes de quelques-unes des montagnes dont il est encadré… »

- Villa Triste de Patrick Modiano

Bien que jamais évoquée (si ce n'est sous le nom de « A...»), ce roman, publié en 1975, décrit la ville d'Annecy. L'Impérial Palace, situé sur les bords du lac, correspondant à la description du palace fictif dénommé « L'Hermitage » dans le roman de Mondiano

« Je n’ai jamais connu de nuits aussi belles, aussi limpides qu’en ce temps-là. »

- La maison du docteur Laheurte de Michel Bernard

Ce roman mélancolique, écrit en 2008 et publié en 2009, narre le passage durant quelques semaines de vacances d'un enfant, dans une propriété familiale, située au bord du lac d'Annecy. Ce roman a obtenu le Prix Maurice-Genevoix en 2009.
- La sonate des oiseaux blancs, d'Olivia Métral

Dans ce roman, écrit en 2016, le lecteur peut découvrir les ruelles d'Annecy ainsi que sur les hauteurs de Talloires qui dominent le lac.
- Forget-me-not, d'A.-J. Debove[67],[68]

#### Livres d'arts
- Alain Bexon : Annecy & le Bourget, lacs romantiques peints par Prosper Dunant, 1790-1878,  éd. Itinera Alpina, 1988
- Alain Bexon : Annecy & La Savoie par le peintre Firmin Salabert 1811-1895,  éd. Itinera Alpina, 1999
- Alain Bexon : Le Lac d'Annecy par les peintres du XVe au XXe,  éd. Itinera Alpina, 2003
- Alain Bexon : Souvenirs d'Annecy, Écrivains et peintres,  éd. Itinera Alpina, décembre 2008